# Sinoceratops zhuchengensis
Sinoceratops zhuchengensis ("cara china con cuernos de Zhucheng") es la única especie del género Sinoceratops de dinosaurio ceratopsiano ceratópsido, que vivió a finales del período Cretácico Superior, hace 73.5 millones de años durante el Campaniano, en lo que ahora es Asia. Fue nombrado por Xu et al., en 2010.
Sinoceratops era un herbívoro cuadrúpedo de tamaño mediano y de complexión media. Podría crecer hasta una longitud estimada de 6 metros, 2 de altura, y pesar hasta 2 toneladas. Fue el primer dinosaurio ceratópsido descubierto en China y el único ceratópsido conocido en Asia. Todos los demás centrosaurinos y casmosaurinos, se conocen en América del Norte, excepto posiblemente Turanoceratops. Sinoceratops también es importante porque es uno de los centrosaurinos más grandes conocidos, y es mucho más grande que cualquier otro miembro basal de esta subfamilia.
Sinoceratops fue descubierto en la formación Xingezhuang, que fue depositada durante el Cretácico tardío. Vivió junto con leptoceratópsidos, saurolofinos y tiranosáuridos. El dinosaurio más común en la formación es Shantungosaurus, al cual se le asignó la mayor parte del material. Los dinosaurios que vivían junto a Sinoceratops y Shantungosaurus eran Zhuchengceratops, Zhuchengtitan y Zhuchengtyrannus.

## Descripción

Comparación de tamaño

Sinoceratops era un ceratopsiano grande, con una longitud estimada de unos 6 metros, un peso de 2 toneladas y una altura de unos 2 metros. Thomas R. Holtz Jr. estimó su longitud en 7 metros y su peso en 2,3 toneladas, el peso de un rinoceronte. Tiene un cuerno corto y en forma de gancho en la nariz, llamado cuerno nasal, sin cuernos por encima de los ojos, cuernos de la frente y un volante corto en el cuello con una serie de cuernos curvados hacia adelante que le daban una apariencia de corona. Dentro de esta fila de cuernos hay una serie de pomos bajos en la parte superior del volante, que no se ven en ningún otro dinosaurio cornudo. Sinoceratops es un miembro de los ceratópsidos de volantes cortos, los Centrosaurinae. La muestra del holotipo ZCDM V0010 consta de un cráneo parcial con la mayoría de los elementos del techo del cráneo y una caja cerebral parcial. Se estima que el cráneo mide 180 centímetros de largo, lo que lo convierte en uno de los cráneos centrosaurinos más grandes conocidos.

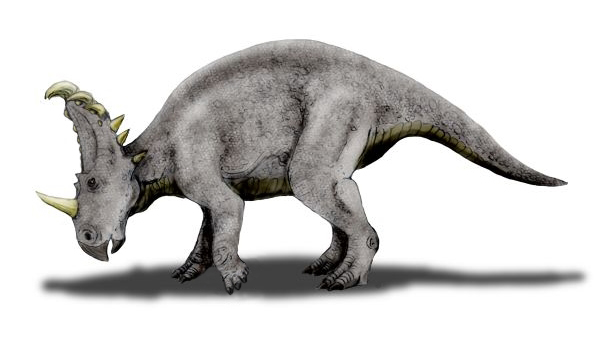
Restauración

Las características que diferencian a un animal de la mayoría o de todos los demás se denominan diagnóstico. Algunas, pero no todas, las características de un diagnóstico también son autapomorfias. Una autapomorfia es una característica anatómica distintiva que es exclusiva de un organismo determinado. Según Xu en 2010, Sinoceratops se pueden distinguir en función de las siguientes características de diagnóstico, hay al menos diez procesos similares a cuernos robustos y fuertemente curvados a lo largo del margen posterior de los parietales combinados, mientras que al mismo tiempo hay al menos cuatro procesos similares a cuernos presentes en los escamosales combinados. Hay una gran fenestra accesoria delante de la fenestra antorbitaria, a diferencia de todos los demás centrosaurinos conocidos, el margen externo de los parietales es solo ligeramente ondulado, a diferencia de todos los demás centrosaurinos conocidos y la presencia de epoccipitales de base amplia, a diferencia de todos los demás centrosaurinos conocidos.

## Descubrimiento e investigación

Ilustración de la parte conocida del cráneo

En el verano de 2008, se descubrió el holotipo ZCDM V0010 en la formación Xingezhuang del grupo Wangshi, Shandong, China. Consiste en un cráneo parcial, que incluye una caja craneana. El espécimen fue colectado en sedimentos fluviales que se depositaron durante el Campaniano - Maastrichtiano del Cretácico superior, hace aproximadamente 72 - 66 millones de años. Se han recuperado otros dos especímenes de la misma formación. El espécimen ZCDM V0011 también es un cráneo parcial pero que consta del techo del cráneo y la mayor parte de la caja craneal, y ZCDM V0012 representa una caja craneal parcial.
El nombre del género Sinoceratops significa "cara china con cuernos", y se deriva de la palabra Sino, que se refiere a China del latín Sina, el país donde fue descubierto, y las palabras griegas keras, κέρας que significan "cuerno", y ops, ωψ que significa "cara". Sinoceratops fue descrito y nombrado por el paleontólogo Xu Xing y sus colegas, en 2010. La especie tipo es Sinoceratops zhuchengensis. El nombre específico se refiere a la ubicación de su descubrimiento, la ciudad de Zhucheng que también financió las excavaciones.
El descubrimiento fue significativo, porque representó el primer ceratópsido conocido en China y posiblemente el único ceratópsido de Asia. El único otro ceratópsido asiático posible es Turanoceratops, pero recientemente se ha cuestionado su identificación como ceratópsido.

## Clasificación
Sinoceratops fue asignado a la subfamilia Centrosaurinae, como miembro basal por Xu et al. en 2010 basado en características presentes en el cráneo. Sinoceratops tiene varias características que se asemejan a la de los casmosaurinos, demostrando la distinción entre Centrosaurinae y Chasmosaurinae. Según Xu et al., la posición basal de Sinoceratops indica que los ceratópsidos se originaron en Asia. Sin embargo, Sinoceratops comparte una serie de características con centrosaurinos derivados como Centrosaurus y Styracosaurus que no se ven en centrosaurinos basales como Diabloceratops, incluyendo un cuerno nasal bien desarrollado y unos cuernos reducidos en las cejas. La implicación podría ser que este género representa un linaje que invadió Asia desde América del Norte a través de Beringia.

### Filogenia

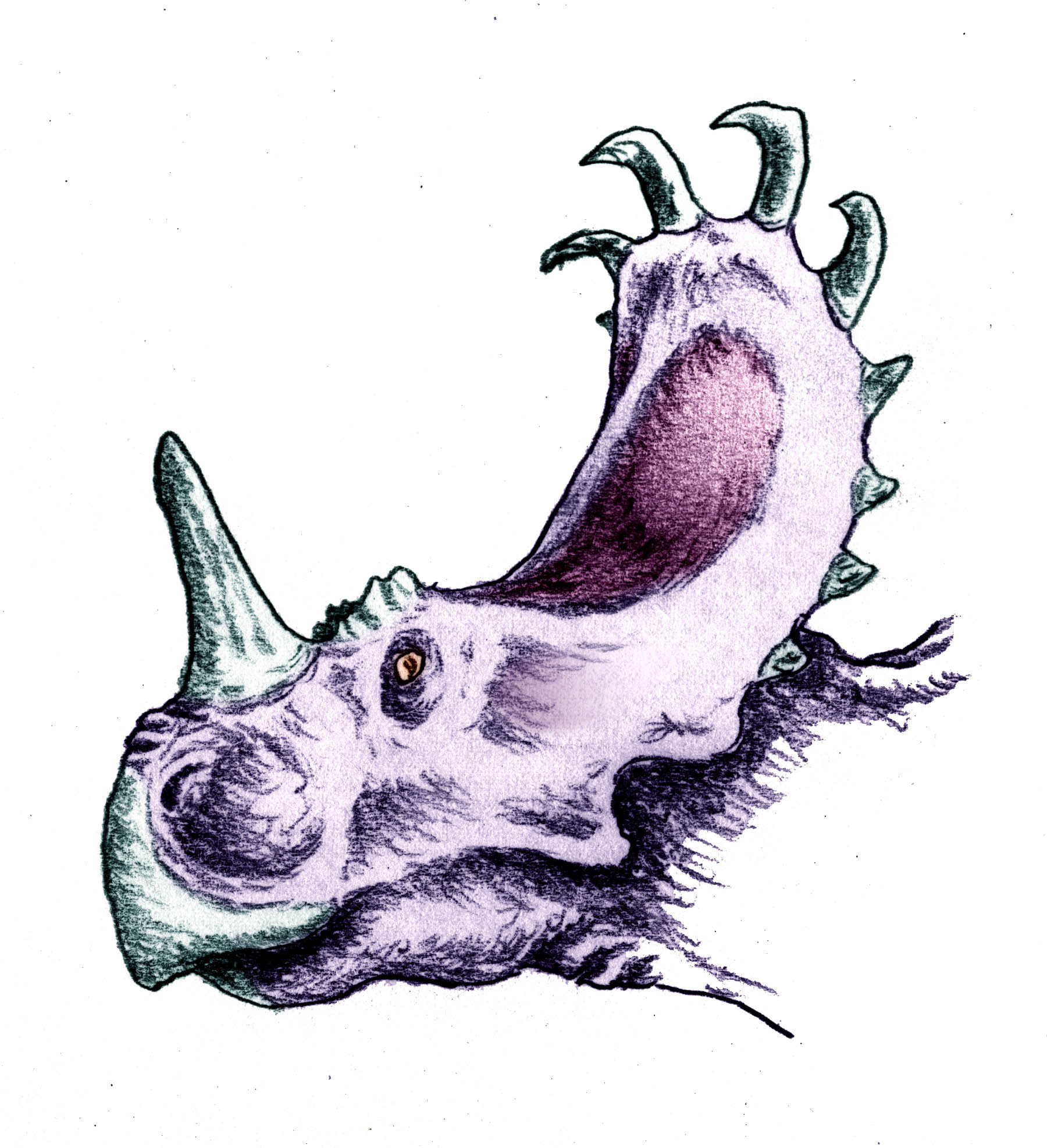
Ilustración de la cabeza

A continuación, el siguiente cladograma muestra la posición filogenética de S. zhuchengensis según Chiba et al. (2017):

|  | Diabloceratops eatoni    |
|  |                          |
|  | Machairoceratops cronusi |
|  |                          |

|  | Avaceratops lammersi (ANSP 15800) |
|  |                                   |
|  | MOR 692                           |
|  |                                   |
|  | CMN 8804                          |
|  |                                   |
|  | Nasutoceratops titusi             |
|  |                                   |
|  | Taxón nuevo de Malta              |
|  |                                   |

|  | Sinoceratops zhuchengensis |
|  |                            |
|  | Wendiceratops pinhornensis |
|  |                            |

|  | Rubeosaurus ovatus        |
|  |                           |
|  | Styracosaurus albertensis |
|  |                           |

|  | Coronosaurus brinkmani                                                         |
|  |                                                                                |
|  | \| \| Centrosaurus apertus \| \| \| \| \| \| Spinops sternbergorum \| \| \| \| |
|  |                                                                                |
|  | Centrosaurus apertus                                                           |
|  |                                                                                |
|  | Spinops sternbergorum                                                          |
|  |                                                                                |

|  | Centrosaurus apertus  |
|  |                       |
|  | Spinops sternbergorum |
|  |                       |

|  | Rubeosaurus ovatus        |
|  |                           |
|  | Styracosaurus albertensis |
|  |                           |

|  | Coronosaurus brinkmani                                                         |
|  |                                                                                |
|  | \| \| Centrosaurus apertus \| \| \| \| \| \| Spinops sternbergorum \| \| \| \| |
|  |                                                                                |
|  | Centrosaurus apertus                                                           |
|  |                                                                                |
|  | Spinops sternbergorum                                                          |
|  |                                                                                |

|  | Centrosaurus apertus  |
|  |                       |
|  | Spinops sternbergorum |
|  |                       |

|  | Pachyrhinosaurus canadensis                                                              |
|  |                                                                                          |
|  | \| \| Pachyrhinosaurus lakustai \| \| \| \| \| \| Pachyrhinosaurus perotorum \| \| \| \| |
|  |                                                                                          |
|  | Pachyrhinosaurus lakustai                                                                |
|  |                                                                                          |
|  | Pachyrhinosaurus perotorum                                                               |
|  |                                                                                          |

|  | Pachyrhinosaurus lakustai  |
|  |                            |
|  | Pachyrhinosaurus perotorum |
|  |                            |

|  | Pachyrhinosaurus canadensis                                                              |
|  |                                                                                          |
|  | \| \| Pachyrhinosaurus lakustai \| \| \| \| \| \| Pachyrhinosaurus perotorum \| \| \| \| |
|  |                                                                                          |
|  | Pachyrhinosaurus lakustai                                                                |
|  |                                                                                          |
|  | Pachyrhinosaurus perotorum                                                               |
|  |                                                                                          |

|  | Pachyrhinosaurus lakustai  |
|  |                            |
|  | Pachyrhinosaurus perotorum |
|  |                            |

|  | Pachyrhinosaurus canadensis                                                              |
|  |                                                                                          |
|  | \| \| Pachyrhinosaurus lakustai \| \| \| \| \| \| Pachyrhinosaurus perotorum \| \| \| \| |
|  |                                                                                          |
|  | Pachyrhinosaurus lakustai                                                                |
|  |                                                                                          |
|  | Pachyrhinosaurus perotorum                                                               |
|  |                                                                                          |

|  | Pachyrhinosaurus lakustai  |
|  |                            |
|  | Pachyrhinosaurus perotorum |
|  |                            |

|  | Pachyrhinosaurus canadensis                                                              |
|  |                                                                                          |
|  | \| \| Pachyrhinosaurus lakustai \| \| \| \| \| \| Pachyrhinosaurus perotorum \| \| \| \| |
|  |                                                                                          |
|  | Pachyrhinosaurus lakustai                                                                |
|  |                                                                                          |
|  | Pachyrhinosaurus perotorum                                                               |
|  |                                                                                          |

|  | Pachyrhinosaurus lakustai  |
|  |                            |
|  | Pachyrhinosaurus perotorum |
|  |                            |

|  | Rubeosaurus ovatus        |
|  |                           |
|  | Styracosaurus albertensis |
|  |                           |

|  | Coronosaurus brinkmani                                                         |
|  |                                                                                |
|  | \| \| Centrosaurus apertus \| \| \| \| \| \| Spinops sternbergorum \| \| \| \| |
|  |                                                                                |
|  | Centrosaurus apertus                                                           |
|  |                                                                                |
|  | Spinops sternbergorum                                                          |
|  |                                                                                |

|  | Centrosaurus apertus  |
|  |                       |
|  | Spinops sternbergorum |
|  |                       |

|  | Rubeosaurus ovatus        |
|  |                           |
|  | Styracosaurus albertensis |
|  |                           |

|  | Coronosaurus brinkmani                                                         |
|  |                                                                                |
|  | \| \| Centrosaurus apertus \| \| \| \| \| \| Spinops sternbergorum \| \| \| \| |
|  |                                                                                |
|  | Centrosaurus apertus                                                           |
|  |                                                                                |
|  | Spinops sternbergorum                                                          |
|  |                                                                                |

|  | Centrosaurus apertus  |
|  |                       |
|  | Spinops sternbergorum |
|  |                       |

|  | Pachyrhinosaurus canadensis                                                              |
|  |                                                                                          |
|  | \| \| Pachyrhinosaurus lakustai \| \| \| \| \| \| Pachyrhinosaurus perotorum \| \| \| \| |
|  |                                                                                          |
|  | Pachyrhinosaurus lakustai                                                                |
|  |                                                                                          |
|  | Pachyrhinosaurus perotorum                                                               |
|  |                                                                                          |

|  | Pachyrhinosaurus lakustai  |
|  |                            |
|  | Pachyrhinosaurus perotorum |
|  |                            |

|  | Pachyrhinosaurus canadensis                                                              |
|  |                                                                                          |
|  | \| \| Pachyrhinosaurus lakustai \| \| \| \| \| \| Pachyrhinosaurus perotorum \| \| \| \| |
|  |                                                                                          |
|  | Pachyrhinosaurus lakustai                                                                |
|  |                                                                                          |
|  | Pachyrhinosaurus perotorum                                                               |
|  |                                                                                          |

|  | Pachyrhinosaurus lakustai  |
|  |                            |
|  | Pachyrhinosaurus perotorum |
|  |                            |

|  | Pachyrhinosaurus canadensis                                                              |
|  |                                                                                          |
|  | \| \| Pachyrhinosaurus lakustai \| \| \| \| \| \| Pachyrhinosaurus perotorum \| \| \| \| |
|  |                                                                                          |
|  | Pachyrhinosaurus lakustai                                                                |
|  |                                                                                          |
|  | Pachyrhinosaurus perotorum                                                               |
|  |                                                                                          |

|  | Pachyrhinosaurus lakustai  |
|  |                            |
|  | Pachyrhinosaurus perotorum |
|  |                            |

|  | Pachyrhinosaurus canadensis                                                              |
|  |                                                                                          |
|  | \| \| Pachyrhinosaurus lakustai \| \| \| \| \| \| Pachyrhinosaurus perotorum \| \| \| \| |
|  |                                                                                          |
|  | Pachyrhinosaurus lakustai                                                                |
|  |                                                                                          |
|  | Pachyrhinosaurus perotorum                                                               |
|  |                                                                                          |

|  | Pachyrhinosaurus lakustai  |
|  |                            |
|  | Pachyrhinosaurus perotorum |
|  |                            |

|  | Sinoceratops zhuchengensis |
|  |                            |
|  | Wendiceratops pinhornensis |
|  |                            |

|  | Rubeosaurus ovatus        |
|  |                           |
|  | Styracosaurus albertensis |
|  |                           |

|  | Coronosaurus brinkmani                                                         |
|  |                                                                                |
|  | \| \| Centrosaurus apertus \| \| \| \| \| \| Spinops sternbergorum \| \| \| \| |
|  |                                                                                |
|  | Centrosaurus apertus                                                           |
|  |                                                                                |
|  | Spinops sternbergorum                                                          |
|  |                                                                                |

|  | Centrosaurus apertus  |
|  |                       |
|  | Spinops sternbergorum |
|  |                       |

|  | Rubeosaurus ovatus        |
|  |                           |
|  | Styracosaurus albertensis |
|  |                           |

|  | Coronosaurus brinkmani                                                         |
|  |                                                                                |
|  | \| \| Centrosaurus apertus \| \| \| \| \| \| Spinops sternbergorum \| \| \| \| |
|  |                                                                                |
|  | Centrosaurus apertus                                                           |
|  |                                                                                |
|  | Spinops sternbergorum                                                          |
|  |                                                                                |

|  | Centrosaurus apertus  |
|  |                       |
|  | Spinops sternbergorum |
|  |                       |

|  | Pachyrhinosaurus canadensis                                                              |
|  |                                                                                          |
|  | \| \| Pachyrhinosaurus lakustai \| \| \| \| \| \| Pachyrhinosaurus perotorum \| \| \| \| |
|  |                                                                                          |
|  | Pachyrhinosaurus lakustai                                                                |
|  |                                                                                          |
|  | Pachyrhinosaurus perotorum                                                               |
|  |                                                                                          |

|  | Pachyrhinosaurus lakustai  |
|  |                            |
|  | Pachyrhinosaurus perotorum |
|  |                            |

|  | Pachyrhinosaurus canadensis                                                              |
|  |                                                                                          |
|  | \| \| Pachyrhinosaurus lakustai \| \| \| \| \| \| Pachyrhinosaurus perotorum \| \| \| \| |
|  |                                                                                          |
|  | Pachyrhinosaurus lakustai                                                                |
|  |                                                                                          |
|  | Pachyrhinosaurus perotorum                                                               |
|  |                                                                                          |

|  | Pachyrhinosaurus lakustai  |
|  |                            |
|  | Pachyrhinosaurus perotorum |
|  |                            |

|  | Pachyrhinosaurus canadensis                                                              |
|  |                                                                                          |
|  | \| \| Pachyrhinosaurus lakustai \| \| \| \| \| \| Pachyrhinosaurus perotorum \| \| \| \| |
|  |                                                                                          |
|  | Pachyrhinosaurus lakustai                                                                |
|  |                                                                                          |
|  | Pachyrhinosaurus perotorum                                                               |
|  |                                                                                          |

|  | Pachyrhinosaurus lakustai  |
|  |                            |
|  | Pachyrhinosaurus perotorum |
|  |                            |

|  | Pachyrhinosaurus canadensis                                                              |
|  |                                                                                          |
|  | \| \| Pachyrhinosaurus lakustai \| \| \| \| \| \| Pachyrhinosaurus perotorum \| \| \| \| |
|  |                                                                                          |
|  | Pachyrhinosaurus lakustai                                                                |
|  |                                                                                          |
|  | Pachyrhinosaurus perotorum                                                               |
|  |                                                                                          |

|  | Pachyrhinosaurus lakustai  |
|  |                            |
|  | Pachyrhinosaurus perotorum |
|  |                            |

|  | Rubeosaurus ovatus        |
|  |                           |
|  | Styracosaurus albertensis |
|  |                           |

|  | Coronosaurus brinkmani                                                         |
|  |                                                                                |
|  | \| \| Centrosaurus apertus \| \| \| \| \| \| Spinops sternbergorum \| \| \| \| |
|  |                                                                                |
|  | Centrosaurus apertus                                                           |
|  |                                                                                |
|  | Spinops sternbergorum                                                          |
|  |                                                                                |

|  | Centrosaurus apertus  |
|  |                       |
|  | Spinops sternbergorum |
|  |                       |

|  | Rubeosaurus ovatus        |
|  |                           |
|  | Styracosaurus albertensis |
|  |                           |

|  | Coronosaurus brinkmani                                                         |
|  |                                                                                |
|  | \| \| Centrosaurus apertus \| \| \| \| \| \| Spinops sternbergorum \| \| \| \| |
|  |                                                                                |
|  | Centrosaurus apertus                                                           |
|  |                                                                                |
|  | Spinops sternbergorum                                                          |
|  |                                                                                |

|  | Centrosaurus apertus  |
|  |                       |
|  | Spinops sternbergorum |
|  |                       |

|  | Pachyrhinosaurus canadensis                                                              |
|  |                                                                                          |
|  | \| \| Pachyrhinosaurus lakustai \| \| \| \| \| \| Pachyrhinosaurus perotorum \| \| \| \| |
|  |                                                                                          |
|  | Pachyrhinosaurus lakustai                                                                |
|  |                                                                                          |
|  | Pachyrhinosaurus perotorum                                                               |
|  |                                                                                          |

|  | Pachyrhinosaurus lakustai  |
|  |                            |
|  | Pachyrhinosaurus perotorum |
|  |                            |

|  | Pachyrhinosaurus canadensis                                                              |
|  |                                                                                          |
|  | \| \| Pachyrhinosaurus lakustai \| \| \| \| \| \| Pachyrhinosaurus perotorum \| \| \| \| |
|  |                                                                                          |
|  | Pachyrhinosaurus lakustai                                                                |
|  |                                                                                          |
|  | Pachyrhinosaurus perotorum                                                               |
|  |                                                                                          |

|  | Pachyrhinosaurus lakustai  |
|  |                            |
|  | Pachyrhinosaurus perotorum |
|  |                            |

|  | Pachyrhinosaurus canadensis                                                              |
|  |                                                                                          |
|  | \| \| Pachyrhinosaurus lakustai \| \| \| \| \| \| Pachyrhinosaurus perotorum \| \| \| \| |
|  |                                                                                          |
|  | Pachyrhinosaurus lakustai                                                                |
|  |                                                                                          |
|  | Pachyrhinosaurus perotorum                                                               |
|  |                                                                                          |

|  | Pachyrhinosaurus lakustai  |
|  |                            |
|  | Pachyrhinosaurus perotorum |
|  |                            |

|  | Pachyrhinosaurus canadensis                                                              |
|  |                                                                                          |
|  | \| \| Pachyrhinosaurus lakustai \| \| \| \| \| \| Pachyrhinosaurus perotorum \| \| \| \| |
|  |                                                                                          |
|  | Pachyrhinosaurus lakustai                                                                |
|  |                                                                                          |
|  | Pachyrhinosaurus perotorum                                                               |
|  |                                                                                          |

|  | Pachyrhinosaurus lakustai  |
|  |                            |
|  | Pachyrhinosaurus perotorum |
|  |                            |

|  | Sinoceratops zhuchengensis |
|  |                            |
|  | Wendiceratops pinhornensis |
|  |                            |

|  | Rubeosaurus ovatus        |
|  |                           |
|  | Styracosaurus albertensis |
|  |                           |

|  | Coronosaurus brinkmani                                                         |
|  |                                                                                |
|  | \| \| Centrosaurus apertus \| \| \| \| \| \| Spinops sternbergorum \| \| \| \| |
|  |                                                                                |
|  | Centrosaurus apertus                                                           |
|  |                                                                                |
|  | Spinops sternbergorum                                                          |
|  |                                                                                |

|  | Centrosaurus apertus  |
|  |                       |
|  | Spinops sternbergorum |
|  |                       |

|  | Rubeosaurus ovatus        |
|  |                           |
|  | Styracosaurus albertensis |
|  |                           |

|  | Coronosaurus brinkmani                                                         |
|  |                                                                                |
|  | \| \| Centrosaurus apertus \| \| \| \| \| \| Spinops sternbergorum \| \| \| \| |
|  |                                                                                |
|  | Centrosaurus apertus                                                           |
|  |                                                                                |
|  | Spinops sternbergorum                                                          |
|  |                                                                                |

|  | Centrosaurus apertus  |
|  |                       |
|  | Spinops sternbergorum |
|  |                       |

|  | Pachyrhinosaurus canadensis                                                              |
|  |                                                                                          |
|  | \| \| Pachyrhinosaurus lakustai \| \| \| \| \| \| Pachyrhinosaurus perotorum \| \| \| \| |
|  |                                                                                          |
|  | Pachyrhinosaurus lakustai                                                                |
|  |                                                                                          |
|  | Pachyrhinosaurus perotorum                                                               |
|  |                                                                                          |

|  | Pachyrhinosaurus lakustai  |
|  |                            |
|  | Pachyrhinosaurus perotorum |
|  |                            |

|  | Pachyrhinosaurus canadensis                                                              |
|  |                                                                                          |
|  | \| \| Pachyrhinosaurus lakustai \| \| \| \| \| \| Pachyrhinosaurus perotorum \| \| \| \| |
|  |                                                                                          |
|  | Pachyrhinosaurus lakustai                                                                |
|  |                                                                                          |
|  | Pachyrhinosaurus perotorum                                                               |
|  |                                                                                          |

|  | Pachyrhinosaurus lakustai  |
|  |                            |
|  | Pachyrhinosaurus perotorum |
|  |                            |

|  | Pachyrhinosaurus canadensis                                                              |
|  |                                                                                          |
|  | \| \| Pachyrhinosaurus lakustai \| \| \| \| \| \| Pachyrhinosaurus perotorum \| \| \| \| |
|  |                                                                                          |
|  | Pachyrhinosaurus lakustai                                                                |
|  |                                                                                          |
|  | Pachyrhinosaurus perotorum                                                               |
|  |                                                                                          |

|  | Pachyrhinosaurus lakustai  |
|  |                            |
|  | Pachyrhinosaurus perotorum |
|  |                            |

|  | Pachyrhinosaurus canadensis                                                              |
|  |                                                                                          |
|  | \| \| Pachyrhinosaurus lakustai \| \| \| \| \| \| Pachyrhinosaurus perotorum \| \| \| \| |
|  |                                                                                          |
|  | Pachyrhinosaurus lakustai                                                                |
|  |                                                                                          |
|  | Pachyrhinosaurus perotorum                                                               |
|  |                                                                                          |

|  | Pachyrhinosaurus lakustai  |
|  |                            |
|  | Pachyrhinosaurus perotorum |
|  |                            |

|  | Rubeosaurus ovatus        |
|  |                           |
|  | Styracosaurus albertensis |
|  |                           |

|  | Coronosaurus brinkmani                                                         |
|  |                                                                                |
|  | \| \| Centrosaurus apertus \| \| \| \| \| \| Spinops sternbergorum \| \| \| \| |
|  |                                                                                |
|  | Centrosaurus apertus                                                           |
|  |                                                                                |
|  | Spinops sternbergorum                                                          |
|  |                                                                                |

|  | Centrosaurus apertus  |
|  |                       |
|  | Spinops sternbergorum |
|  |                       |

|  | Rubeosaurus ovatus        |
|  |                           |
|  | Styracosaurus albertensis |
|  |                           |

|  | Coronosaurus brinkmani                                                         |
|  |                                                                                |
|  | \| \| Centrosaurus apertus \| \| \| \| \| \| Spinops sternbergorum \| \| \| \| |
|  |                                                                                |
|  | Centrosaurus apertus                                                           |
|  |                                                                                |
|  | Spinops sternbergorum                                                          |
|  |                                                                                |

|  | Centrosaurus apertus  |
|  |                       |
|  | Spinops sternbergorum |
|  |                       |

|  | Pachyrhinosaurus canadensis                                                              |
|  |                                                                                          |
|  | \| \| Pachyrhinosaurus lakustai \| \| \| \| \| \| Pachyrhinosaurus perotorum \| \| \| \| |
|  |                                                                                          |
|  | Pachyrhinosaurus lakustai                                                                |
|  |                                                                                          |
|  | Pachyrhinosaurus perotorum                                                               |
|  |                                                                                          |

|  | Pachyrhinosaurus lakustai  |
|  |                            |
|  | Pachyrhinosaurus perotorum |
|  |                            |

|  | Pachyrhinosaurus canadensis                                                              |
|  |                                                                                          |
|  | \| \| Pachyrhinosaurus lakustai \| \| \| \| \| \| Pachyrhinosaurus perotorum \| \| \| \| |
|  |                                                                                          |
|  | Pachyrhinosaurus lakustai                                                                |
|  |                                                                                          |
|  | Pachyrhinosaurus perotorum                                                               |
|  |                                                                                          |

|  | Pachyrhinosaurus lakustai  |
|  |                            |
|  | Pachyrhinosaurus perotorum |
|  |                            |

|  | Pachyrhinosaurus canadensis                                                              |
|  |                                                                                          |
|  | \| \| Pachyrhinosaurus lakustai \| \| \| \| \| \| Pachyrhinosaurus perotorum \| \| \| \| |
|  |                                                                                          |
|  | Pachyrhinosaurus lakustai                                                                |
|  |                                                                                          |
|  | Pachyrhinosaurus perotorum                                                               |
|  |                                                                                          |

|  | Pachyrhinosaurus lakustai  |
|  |                            |
|  | Pachyrhinosaurus perotorum |
|  |                            |

|  | Pachyrhinosaurus canadensis                                                              |
|  |                                                                                          |
|  | \| \| Pachyrhinosaurus lakustai \| \| \| \| \| \| Pachyrhinosaurus perotorum \| \| \| \| |
|  |                                                                                          |
|  | Pachyrhinosaurus lakustai                                                                |
|  |                                                                                          |
|  | Pachyrhinosaurus perotorum                                                               |
|  |                                                                                          |

|  | Pachyrhinosaurus lakustai  |
|  |                            |
|  | Pachyrhinosaurus perotorum |
|  |                            |

|  | Sinoceratops zhuchengensis |
|  |                            |
|  | Wendiceratops pinhornensis |
|  |                            |

|  | Rubeosaurus ovatus        |
|  |                           |
|  | Styracosaurus albertensis |
|  |                           |

|  | Coronosaurus brinkmani                                                         |
|  |                                                                                |
|  | \| \| Centrosaurus apertus \| \| \| \| \| \| Spinops sternbergorum \| \| \| \| |
|  |                                                                                |
|  | Centrosaurus apertus                                                           |
|  |                                                                                |
|  | Spinops sternbergorum                                                          |
|  |                                                                                |

|  | Centrosaurus apertus  |
|  |                       |
|  | Spinops sternbergorum |
|  |                       |

|  | Rubeosaurus ovatus        |
|  |                           |
|  | Styracosaurus albertensis |
|  |                           |

|  | Coronosaurus brinkmani                                                         |
|  |                                                                                |
|  | \| \| Centrosaurus apertus \| \| \| \| \| \| Spinops sternbergorum \| \| \| \| |
|  |                                                                                |
|  | Centrosaurus apertus                                                           |
|  |                                                                                |
|  | Spinops sternbergorum                                                          |
|  |                                                                                |

|  | Centrosaurus apertus  |
|  |                       |
|  | Spinops sternbergorum |
|  |                       |

|  | Pachyrhinosaurus canadensis                                                              |
|  |                                                                                          |
|  | \| \| Pachyrhinosaurus lakustai \| \| \| \| \| \| Pachyrhinosaurus perotorum \| \| \| \| |
|  |                                                                                          |
|  | Pachyrhinosaurus lakustai                                                                |
|  |                                                                                          |
|  | Pachyrhinosaurus perotorum                                                               |
|  |                                                                                          |

|  | Pachyrhinosaurus lakustai  |
|  |                            |
|  | Pachyrhinosaurus perotorum |
|  |                            |

|  | Pachyrhinosaurus canadensis                                                              |
|  |                                                                                          |
|  | \| \| Pachyrhinosaurus lakustai \| \| \| \| \| \| Pachyrhinosaurus perotorum \| \| \| \| |
|  |                                                                                          |
|  | Pachyrhinosaurus lakustai                                                                |
|  |                                                                                          |
|  | Pachyrhinosaurus perotorum                                                               |
|  |                                                                                          |

|  | Pachyrhinosaurus lakustai  |
|  |                            |
|  | Pachyrhinosaurus perotorum |
|  |                            |

|  | Pachyrhinosaurus canadensis                                                              |
|  |                                                                                          |
|  | \| \| Pachyrhinosaurus lakustai \| \| \| \| \| \| Pachyrhinosaurus perotorum \| \| \| \| |
|  |                                                                                          |
|  | Pachyrhinosaurus lakustai                                                                |
|  |                                                                                          |
|  | Pachyrhinosaurus perotorum                                                               |
|  |                                                                                          |

|  | Pachyrhinosaurus lakustai  |
|  |                            |
|  | Pachyrhinosaurus perotorum |
|  |                            |

|  | Pachyrhinosaurus canadensis                                                              |
|  |                                                                                          |
|  | \| \| Pachyrhinosaurus lakustai \| \| \| \| \| \| Pachyrhinosaurus perotorum \| \| \| \| |
|  |                                                                                          |
|  | Pachyrhinosaurus lakustai                                                                |
|  |                                                                                          |
|  | Pachyrhinosaurus perotorum                                                               |
|  |                                                                                          |

|  | Pachyrhinosaurus lakustai  |
|  |                            |
|  | Pachyrhinosaurus perotorum |
|  |                            |

|  | Rubeosaurus ovatus        |
|  |                           |
|  | Styracosaurus albertensis |
|  |                           |

|  | Coronosaurus brinkmani                                                         |
|  |                                                                                |
|  | \| \| Centrosaurus apertus \| \| \| \| \| \| Spinops sternbergorum \| \| \| \| |
|  |                                                                                |
|  | Centrosaurus apertus                                                           |
|  |                                                                                |
|  | Spinops sternbergorum                                                          |
|  |                                                                                |

|  | Centrosaurus apertus  |
|  |                       |
|  | Spinops sternbergorum |
|  |                       |

|  | Rubeosaurus ovatus        |
|  |                           |
|  | Styracosaurus albertensis |
|  |                           |

|  | Coronosaurus brinkmani                                                         |
|  |                                                                                |
|  | \| \| Centrosaurus apertus \| \| \| \| \| \| Spinops sternbergorum \| \| \| \| |
|  |                                                                                |
|  | Centrosaurus apertus                                                           |
|  |                                                                                |
|  | Spinops sternbergorum                                                          |
|  |                                                                                |

|  | Centrosaurus apertus  |
|  |                       |
|  | Spinops sternbergorum |
|  |                       |

|  | Pachyrhinosaurus canadensis                                                              |
|  |                                                                                          |
|  | \| \| Pachyrhinosaurus lakustai \| \| \| \| \| \| Pachyrhinosaurus perotorum \| \| \| \| |
|  |                                                                                          |
|  | Pachyrhinosaurus lakustai                                                                |
|  |                                                                                          |
|  | Pachyrhinosaurus perotorum                                                               |
|  |                                                                                          |

|  | Pachyrhinosaurus lakustai  |
|  |                            |
|  | Pachyrhinosaurus perotorum |
|  |                            |

|  | Pachyrhinosaurus canadensis                                                              |
|  |                                                                                          |
|  | \| \| Pachyrhinosaurus lakustai \| \| \| \| \| \| Pachyrhinosaurus perotorum \| \| \| \| |
|  |                                                                                          |
|  | Pachyrhinosaurus lakustai                                                                |
|  |                                                                                          |
|  | Pachyrhinosaurus perotorum                                                               |
|  |                                                                                          |

|  | Pachyrhinosaurus lakustai  |
|  |                            |
|  | Pachyrhinosaurus perotorum |
|  |                            |

|  | Pachyrhinosaurus canadensis                                                              |
|  |                                                                                          |
|  | \| \| Pachyrhinosaurus lakustai \| \| \| \| \| \| Pachyrhinosaurus perotorum \| \| \| \| |
|  |                                                                                          |
|  | Pachyrhinosaurus lakustai                                                                |
|  |                                                                                          |
|  | Pachyrhinosaurus perotorum                                                               |
|  |                                                                                          |

|  | Pachyrhinosaurus lakustai  |
|  |                            |
|  | Pachyrhinosaurus perotorum |
|  |                            |

|  | Pachyrhinosaurus canadensis                                                              |
|  |                                                                                          |
|  | \| \| Pachyrhinosaurus lakustai \| \| \| \| \| \| Pachyrhinosaurus perotorum \| \| \| \| |
|  |                                                                                          |
|  | Pachyrhinosaurus lakustai                                                                |
|  |                                                                                          |
|  | Pachyrhinosaurus perotorum                                                               |
|  |                                                                                          |

|  | Pachyrhinosaurus lakustai  |
|  |                            |
|  | Pachyrhinosaurus perotorum |
|  |                            |

|  | Avaceratops lammersi (ANSP 15800) |
|  |                                   |
|  | MOR 692                           |
|  |                                   |
|  | CMN 8804                          |
|  |                                   |
|  | Nasutoceratops titusi             |
|  |                                   |
|  | Taxón nuevo de Malta              |
|  |                                   |

|  | Sinoceratops zhuchengensis |
|  |                            |
|  | Wendiceratops pinhornensis |
|  |                            |

|  | Rubeosaurus ovatus        |
|  |                           |
|  | Styracosaurus albertensis |
|  |                           |

|  | Coronosaurus brinkmani                                                         |
|  |                                                                                |
|  | \| \| Centrosaurus apertus \| \| \| \| \| \| Spinops sternbergorum \| \| \| \| |
|  |                                                                                |
|  | Centrosaurus apertus                                                           |
|  |                                                                                |
|  | Spinops sternbergorum                                                          |
|  |                                                                                |

|  | Centrosaurus apertus  |
|  |                       |
|  | Spinops sternbergorum |
|  |                       |

|  | Rubeosaurus ovatus        |
|  |                           |
|  | Styracosaurus albertensis |
|  |                           |

|  | Coronosaurus brinkmani                                                         |
|  |                                                                                |
|  | \| \| Centrosaurus apertus \| \| \| \| \| \| Spinops sternbergorum \| \| \| \| |
|  |                                                                                |
|  | Centrosaurus apertus                                                           |
|  |                                                                                |
|  | Spinops sternbergorum                                                          |
|  |                                                                                |

|  | Centrosaurus apertus  |
|  |                       |
|  | Spinops sternbergorum |
|  |                       |

|  | Pachyrhinosaurus canadensis                                                              |
|  |                                                                                          |
|  | \| \| Pachyrhinosaurus lakustai \| \| \| \| \| \| Pachyrhinosaurus perotorum \| \| \| \| |
|  |                                                                                          |
|  | Pachyrhinosaurus lakustai                                                                |
|  |                                                                                          |
|  | Pachyrhinosaurus perotorum                                                               |
|  |                                                                                          |

|  | Pachyrhinosaurus lakustai  |
|  |                            |
|  | Pachyrhinosaurus perotorum |
|  |                            |

|  | Pachyrhinosaurus canadensis                                                              |
|  |                                                                                          |
|  | \| \| Pachyrhinosaurus lakustai \| \| \| \| \| \| Pachyrhinosaurus perotorum \| \| \| \| |
|  |                                                                                          |
|  | Pachyrhinosaurus lakustai                                                                |
|  |                                                                                          |
|  | Pachyrhinosaurus perotorum                                                               |
|  |                                                                                          |

|  | Pachyrhinosaurus lakustai  |
|  |                            |
|  | Pachyrhinosaurus perotorum |
|  |                            |

|  | Pachyrhinosaurus canadensis                                                              |
|  |                                                                                          |
|  | \| \| Pachyrhinosaurus lakustai \| \| \| \| \| \| Pachyrhinosaurus perotorum \| \| \| \| |
|  |                                                                                          |
|  | Pachyrhinosaurus lakustai                                                                |
|  |                                                                                          |
|  | Pachyrhinosaurus perotorum                                                               |
|  |                                                                                          |

|  | Pachyrhinosaurus lakustai  |
|  |                            |
|  | Pachyrhinosaurus perotorum |
|  |                            |

|  | Pachyrhinosaurus canadensis                                                              |
|  |                                                                                          |
|  | \| \| Pachyrhinosaurus lakustai \| \| \| \| \| \| Pachyrhinosaurus perotorum \| \| \| \| |
|  |                                                                                          |
|  | Pachyrhinosaurus lakustai                                                                |
|  |                                                                                          |
|  | Pachyrhinosaurus perotorum                                                               |
|  |                                                                                          |

|  | Pachyrhinosaurus lakustai  |
|  |                            |
|  | Pachyrhinosaurus perotorum |
|  |                            |

|  | Rubeosaurus ovatus        |
|  |                           |
|  | Styracosaurus albertensis |
|  |                           |

|  | Coronosaurus brinkmani                                                         |
|  |                                                                                |
|  | \| \| Centrosaurus apertus \| \| \| \| \| \| Spinops sternbergorum \| \| \| \| |
|  |                                                                                |
|  | Centrosaurus apertus                                                           |
|  |                                                                                |
|  | Spinops sternbergorum                                                          |
|  |                                                                                |

|  | Centrosaurus apertus  |
|  |                       |
|  | Spinops sternbergorum |
|  |                       |

|  | Rubeosaurus ovatus        |
|  |                           |
|  | Styracosaurus albertensis |
|  |                           |

|  | Coronosaurus brinkmani                                                         |
|  |                                                                                |
|  | \| \| Centrosaurus apertus \| \| \| \| \| \| Spinops sternbergorum \| \| \| \| |
|  |                                                                                |
|  | Centrosaurus apertus                                                           |
|  |                                                                                |
|  | Spinops sternbergorum                                                          |
|  |                                                                                |

|  | Centrosaurus apertus  |
|  |                       |
|  | Spinops sternbergorum |
|  |                       |

|  | Pachyrhinosaurus canadensis                                                              |
|  |                                                                                          |
|  | \| \| Pachyrhinosaurus lakustai \| \| \| \| \| \| Pachyrhinosaurus perotorum \| \| \| \| |
|  |                                                                                          |
|  | Pachyrhinosaurus lakustai                                                                |
|  |                                                                                          |
|  | Pachyrhinosaurus perotorum                                                               |
|  |                                                                                          |

|  | Pachyrhinosaurus lakustai  |
|  |                            |
|  | Pachyrhinosaurus perotorum |
|  |                            |

|  | Pachyrhinosaurus canadensis                                                              |
|  |                                                                                          |
|  | \| \| Pachyrhinosaurus lakustai \| \| \| \| \| \| Pachyrhinosaurus perotorum \| \| \| \| |
|  |                                                                                          |
|  | Pachyrhinosaurus lakustai                                                                |
|  |                                                                                          |
|  | Pachyrhinosaurus perotorum                                                               |
|  |                                                                                          |

|  | Pachyrhinosaurus lakustai  |
|  |                            |
|  | Pachyrhinosaurus perotorum |
|  |                            |

|  | Pachyrhinosaurus canadensis                                                              |
|  |                                                                                          |
|  | \| \| Pachyrhinosaurus lakustai \| \| \| \| \| \| Pachyrhinosaurus perotorum \| \| \| \| |
|  |                                                                                          |
|  | Pachyrhinosaurus lakustai                                                                |
|  |                                                                                          |
|  | Pachyrhinosaurus perotorum                                                               |
|  |                                                                                          |

|  | Pachyrhinosaurus lakustai  |
|  |                            |
|  | Pachyrhinosaurus perotorum |
|  |                            |

|  | Pachyrhinosaurus canadensis                                                              |
|  |                                                                                          |
|  | \| \| Pachyrhinosaurus lakustai \| \| \| \| \| \| Pachyrhinosaurus perotorum \| \| \| \| |
|  |                                                                                          |
|  | Pachyrhinosaurus lakustai                                                                |
|  |                                                                                          |
|  | Pachyrhinosaurus perotorum                                                               |
|  |                                                                                          |

|  | Pachyrhinosaurus lakustai  |
|  |                            |
|  | Pachyrhinosaurus perotorum |
|  |                            |

|  | Sinoceratops zhuchengensis |
|  |                            |
|  | Wendiceratops pinhornensis |
|  |                            |

|  | Rubeosaurus ovatus        |
|  |                           |
|  | Styracosaurus albertensis |
|  |                           |

|  | Coronosaurus brinkmani                                                         |
|  |                                                                                |
|  | \| \| Centrosaurus apertus \| \| \| \| \| \| Spinops sternbergorum \| \| \| \| |
|  |                                                                                |
|  | Centrosaurus apertus                                                           |
|  |                                                                                |
|  | Spinops sternbergorum                                                          |
|  |                                                                                |

|  | Centrosaurus apertus  |
|  |                       |
|  | Spinops sternbergorum |
|  |                       |

|  | Rubeosaurus ovatus        |
|  |                           |
|  | Styracosaurus albertensis |
|  |                           |

|  | Coronosaurus brinkmani                                                         |
|  |                                                                                |
|  | \| \| Centrosaurus apertus \| \| \| \| \| \| Spinops sternbergorum \| \| \| \| |
|  |                                                                                |
|  | Centrosaurus apertus                                                           |
|  |                                                                                |
|  | Spinops sternbergorum                                                          |
|  |                                                                                |

|  | Centrosaurus apertus  |
|  |                       |
|  | Spinops sternbergorum |
|  |                       |

|  | Pachyrhinosaurus canadensis                                                              |
|  |                                                                                          |
|  | \| \| Pachyrhinosaurus lakustai \| \| \| \| \| \| Pachyrhinosaurus perotorum \| \| \| \| |
|  |                                                                                          |
|  | Pachyrhinosaurus lakustai                                                                |
|  |                                                                                          |
|  | Pachyrhinosaurus perotorum                                                               |
|  |                                                                                          |

|  | Pachyrhinosaurus lakustai  |
|  |                            |
|  | Pachyrhinosaurus perotorum |
|  |                            |

|  | Pachyrhinosaurus canadensis                                                              |
|  |                                                                                          |
|  | \| \| Pachyrhinosaurus lakustai \| \| \| \| \| \| Pachyrhinosaurus perotorum \| \| \| \| |
|  |                                                                                          |
|  | Pachyrhinosaurus lakustai                                                                |
|  |                                                                                          |
|  | Pachyrhinosaurus perotorum                                                               |
|  |                                                                                          |

|  | Pachyrhinosaurus lakustai  |
|  |                            |
|  | Pachyrhinosaurus perotorum |
|  |                            |

|  | Pachyrhinosaurus canadensis                                                              |
|  |                                                                                          |
|  | \| \| Pachyrhinosaurus lakustai \| \| \| \| \| \| Pachyrhinosaurus perotorum \| \| \| \| |
|  |                                                                                          |
|  | Pachyrhinosaurus lakustai                                                                |
|  |                                                                                          |
|  | Pachyrhinosaurus perotorum                                                               |
|  |                                                                                          |

|  | Pachyrhinosaurus lakustai  |
|  |                            |
|  | Pachyrhinosaurus perotorum |
|  |                            |

|  | Pachyrhinosaurus canadensis                                                              |
|  |                                                                                          |
|  | \| \| Pachyrhinosaurus lakustai \| \| \| \| \| \| Pachyrhinosaurus perotorum \| \| \| \| |
|  |                                                                                          |
|  | Pachyrhinosaurus lakustai                                                                |
|  |                                                                                          |
|  | Pachyrhinosaurus perotorum                                                               |
|  |                                                                                          |

|  | Pachyrhinosaurus lakustai  |
|  |                            |
|  | Pachyrhinosaurus perotorum |
|  |                            |

|  | Rubeosaurus ovatus        |
|  |                           |
|  | Styracosaurus albertensis |
|  |                           |

|  | Coronosaurus brinkmani                                                         |
|  |                                                                                |
|  | \| \| Centrosaurus apertus \| \| \| \| \| \| Spinops sternbergorum \| \| \| \| |
|  |                                                                                |
|  | Centrosaurus apertus                                                           |
|  |                                                                                |
|  | Spinops sternbergorum                                                          |
|  |                                                                                |

|  | Centrosaurus apertus  |
|  |                       |
|  | Spinops sternbergorum |
|  |                       |

|  | Rubeosaurus ovatus        |
|  |                           |
|  | Styracosaurus albertensis |
|  |                           |

|  | Coronosaurus brinkmani                                                         |
|  |                                                                                |
|  | \| \| Centrosaurus apertus \| \| \| \| \| \| Spinops sternbergorum \| \| \| \| |
|  |                                                                                |
|  | Centrosaurus apertus                                                           |
|  |                                                                                |
|  | Spinops sternbergorum                                                          |
|  |                                                                                |

|  | Centrosaurus apertus  |
|  |                       |
|  | Spinops sternbergorum |
|  |                       |

|  | Pachyrhinosaurus canadensis                                                              |
|  |                                                                                          |
|  | \| \| Pachyrhinosaurus lakustai \| \| \| \| \| \| Pachyrhinosaurus perotorum \| \| \| \| |
|  |                                                                                          |
|  | Pachyrhinosaurus lakustai                                                                |
|  |                                                                                          |
|  | Pachyrhinosaurus perotorum                                                               |
|  |                                                                                          |

|  | Pachyrhinosaurus lakustai  |
|  |                            |
|  | Pachyrhinosaurus perotorum |
|  |                            |

|  | Pachyrhinosaurus canadensis                                                              |
|  |                                                                                          |
|  | \| \| Pachyrhinosaurus lakustai \| \| \| \| \| \| Pachyrhinosaurus perotorum \| \| \| \| |
|  |                                                                                          |
|  | Pachyrhinosaurus lakustai                                                                |
|  |                                                                                          |
|  | Pachyrhinosaurus perotorum                                                               |
|  |                                                                                          |

|  | Pachyrhinosaurus lakustai  |
|  |                            |
|  | Pachyrhinosaurus perotorum |
|  |                            |

|  | Pachyrhinosaurus canadensis                                                              |
|  |                                                                                          |
|  | \| \| Pachyrhinosaurus lakustai \| \| \| \| \| \| Pachyrhinosaurus perotorum \| \| \| \| |
|  |                                                                                          |
|  | Pachyrhinosaurus lakustai                                                                |
|  |                                                                                          |
|  | Pachyrhinosaurus perotorum                                                               |
|  |                                                                                          |

|  | Pachyrhinosaurus lakustai  |
|  |                            |
|  | Pachyrhinosaurus perotorum |
|  |                            |

|  | Pachyrhinosaurus canadensis                                                              |
|  |                                                                                          |
|  | \| \| Pachyrhinosaurus lakustai \| \| \| \| \| \| Pachyrhinosaurus perotorum \| \| \| \| |
|  |                                                                                          |
|  | Pachyrhinosaurus lakustai                                                                |
|  |                                                                                          |
|  | Pachyrhinosaurus perotorum                                                               |
|  |                                                                                          |

|  | Pachyrhinosaurus lakustai  |
|  |                            |
|  | Pachyrhinosaurus perotorum |
|  |                            |

|  | Sinoceratops zhuchengensis |
|  |                            |
|  | Wendiceratops pinhornensis |
|  |                            |

|  | Rubeosaurus ovatus        |
|  |                           |
|  | Styracosaurus albertensis |
|  |                           |

|  | Coronosaurus brinkmani                                                         |
|  |                                                                                |
|  | \| \| Centrosaurus apertus \| \| \| \| \| \| Spinops sternbergorum \| \| \| \| |
|  |                                                                                |
|  | Centrosaurus apertus                                                           |
|  |                                                                                |
|  | Spinops sternbergorum                                                          |
|  |                                                                                |

|  | Centrosaurus apertus  |
|  |                       |
|  | Spinops sternbergorum |
|  |                       |

|  | Rubeosaurus ovatus        |
|  |                           |
|  | Styracosaurus albertensis |
|  |                           |

|  | Coronosaurus brinkmani                                                         |
|  |                                                                                |
|  | \| \| Centrosaurus apertus \| \| \| \| \| \| Spinops sternbergorum \| \| \| \| |
|  |                                                                                |
|  | Centrosaurus apertus                                                           |
|  |                                                                                |
|  | Spinops sternbergorum                                                          |
|  |                                                                                |

|  | Centrosaurus apertus  |
|  |                       |
|  | Spinops sternbergorum |
|  |                       |

|  | Pachyrhinosaurus canadensis                                                              |
|  |                                                                                          |
|  | \| \| Pachyrhinosaurus lakustai \| \| \| \| \| \| Pachyrhinosaurus perotorum \| \| \| \| |
|  |                                                                                          |
|  | Pachyrhinosaurus lakustai                                                                |
|  |                                                                                          |
|  | Pachyrhinosaurus perotorum                                                               |
|  |                                                                                          |

|  | Pachyrhinosaurus lakustai  |
|  |                            |
|  | Pachyrhinosaurus perotorum |
|  |                            |

|  | Pachyrhinosaurus canadensis                                                              |
|  |                                                                                          |
|  | \| \| Pachyrhinosaurus lakustai \| \| \| \| \| \| Pachyrhinosaurus perotorum \| \| \| \| |
|  |                                                                                          |
|  | Pachyrhinosaurus lakustai                                                                |
|  |                                                                                          |
|  | Pachyrhinosaurus perotorum                                                               |
|  |                                                                                          |

|  | Pachyrhinosaurus lakustai  |
|  |                            |
|  | Pachyrhinosaurus perotorum |
|  |                            |

|  | Pachyrhinosaurus canadensis                                                              |
|  |                                                                                          |
|  | \| \| Pachyrhinosaurus lakustai \| \| \| \| \| \| Pachyrhinosaurus perotorum \| \| \| \| |
|  |                                                                                          |
|  | Pachyrhinosaurus lakustai                                                                |
|  |                                                                                          |
|  | Pachyrhinosaurus perotorum                                                               |
|  |                                                                                          |

|  | Pachyrhinosaurus lakustai  |
|  |                            |
|  | Pachyrhinosaurus perotorum |
|  |                            |

|  | Pachyrhinosaurus canadensis                                                              |
|  |                                                                                          |
|  | \| \| Pachyrhinosaurus lakustai \| \| \| \| \| \| Pachyrhinosaurus perotorum \| \| \| \| |
|  |                                                                                          |
|  | Pachyrhinosaurus lakustai                                                                |
|  |                                                                                          |
|  | Pachyrhinosaurus perotorum                                                               |
|  |                                                                                          |

|  | Pachyrhinosaurus lakustai  |
|  |                            |
|  | Pachyrhinosaurus perotorum |
|  |                            |

|  | Rubeosaurus ovatus        |
|  |                           |
|  | Styracosaurus albertensis |
|  |                           |

|  | Coronosaurus brinkmani                                                         |
|  |                                                                                |
|  | \| \| Centrosaurus apertus \| \| \| \| \| \| Spinops sternbergorum \| \| \| \| |
|  |                                                                                |
|  | Centrosaurus apertus                                                           |
|  |                                                                                |
|  | Spinops sternbergorum                                                          |
|  |                                                                                |

|  | Centrosaurus apertus  |
|  |                       |
|  | Spinops sternbergorum |
|  |                       |

|  | Rubeosaurus ovatus        |
|  |                           |
|  | Styracosaurus albertensis |
|  |                           |

|  | Coronosaurus brinkmani                                                         |
|  |                                                                                |
|  | \| \| Centrosaurus apertus \| \| \| \| \| \| Spinops sternbergorum \| \| \| \| |
|  |                                                                                |
|  | Centrosaurus apertus                                                           |
|  |                                                                                |
|  | Spinops sternbergorum                                                          |
|  |                                                                                |

|  | Centrosaurus apertus  |
|  |                       |
|  | Spinops sternbergorum |
|  |                       |

|  | Pachyrhinosaurus canadensis                                                              |
|  |                                                                                          |
|  | \| \| Pachyrhinosaurus lakustai \| \| \| \| \| \| Pachyrhinosaurus perotorum \| \| \| \| |
|  |                                                                                          |
|  | Pachyrhinosaurus lakustai                                                                |
|  |                                                                                          |
|  | Pachyrhinosaurus perotorum                                                               |
|  |                                                                                          |

|  | Pachyrhinosaurus lakustai  |
|  |                            |
|  | Pachyrhinosaurus perotorum |
|  |                            |

|  | Pachyrhinosaurus canadensis                                                              |
|  |                                                                                          |
|  | \| \| Pachyrhinosaurus lakustai \| \| \| \| \| \| Pachyrhinosaurus perotorum \| \| \| \| |
|  |                                                                                          |
|  | Pachyrhinosaurus lakustai                                                                |
|  |                                                                                          |
|  | Pachyrhinosaurus perotorum                                                               |
|  |                                                                                          |

|  | Pachyrhinosaurus lakustai  |
|  |                            |
|  | Pachyrhinosaurus perotorum |
|  |                            |

|  | Pachyrhinosaurus canadensis                                                              |
|  |                                                                                          |
|  | \| \| Pachyrhinosaurus lakustai \| \| \| \| \| \| Pachyrhinosaurus perotorum \| \| \| \| |
|  |                                                                                          |
|  | Pachyrhinosaurus lakustai                                                                |
|  |                                                                                          |
|  | Pachyrhinosaurus perotorum                                                               |
|  |                                                                                          |

|  | Pachyrhinosaurus lakustai  |
|  |                            |
|  | Pachyrhinosaurus perotorum |
|  |                            |

|  | Pachyrhinosaurus canadensis                                                              |
|  |                                                                                          |
|  | \| \| Pachyrhinosaurus lakustai \| \| \| \| \| \| Pachyrhinosaurus perotorum \| \| \| \| |
|  |                                                                                          |
|  | Pachyrhinosaurus lakustai                                                                |
|  |                                                                                          |
|  | Pachyrhinosaurus perotorum                                                               |
|  |                                                                                          |

|  | Pachyrhinosaurus lakustai  |
|  |                            |
|  | Pachyrhinosaurus perotorum |
|  |                            |

|  | Sinoceratops zhuchengensis |
|  |                            |
|  | Wendiceratops pinhornensis |
|  |                            |

|  | Rubeosaurus ovatus        |
|  |                           |
|  | Styracosaurus albertensis |
|  |                           |

|  | Coronosaurus brinkmani                                                         |
|  |                                                                                |
|  | \| \| Centrosaurus apertus \| \| \| \| \| \| Spinops sternbergorum \| \| \| \| |
|  |                                                                                |
|  | Centrosaurus apertus                                                           |
|  |                                                                                |
|  | Spinops sternbergorum                                                          |
|  |                                                                                |

|  | Centrosaurus apertus  |
|  |                       |
|  | Spinops sternbergorum |
|  |                       |

|  | Rubeosaurus ovatus        |
|  |                           |
|  | Styracosaurus albertensis |
|  |                           |

|  | Coronosaurus brinkmani                                                         |
|  |                                                                                |
|  | \| \| Centrosaurus apertus \| \| \| \| \| \| Spinops sternbergorum \| \| \| \| |
|  |                                                                                |
|  | Centrosaurus apertus                                                           |
|  |                                                                                |
|  | Spinops sternbergorum                                                          |
|  |                                                                                |

|  | Centrosaurus apertus  |
|  |                       |
|  | Spinops sternbergorum |
|  |                       |

|  | Pachyrhinosaurus canadensis                                                              |
|  |                                                                                          |
|  | \| \| Pachyrhinosaurus lakustai \| \| \| \| \| \| Pachyrhinosaurus perotorum \| \| \| \| |
|  |                                                                                          |
|  | Pachyrhinosaurus lakustai                                                                |
|  |                                                                                          |
|  | Pachyrhinosaurus perotorum                                                               |
|  |                                                                                          |

|  | Pachyrhinosaurus lakustai  |
|  |                            |
|  | Pachyrhinosaurus perotorum |
|  |                            |

|  | Pachyrhinosaurus canadensis                                                              |
|  |                                                                                          |
|  | \| \| Pachyrhinosaurus lakustai \| \| \| \| \| \| Pachyrhinosaurus perotorum \| \| \| \| |
|  |                                                                                          |
|  | Pachyrhinosaurus lakustai                                                                |
|  |                                                                                          |
|  | Pachyrhinosaurus perotorum                                                               |
|  |                                                                                          |

|  | Pachyrhinosaurus lakustai  |
|  |                            |
|  | Pachyrhinosaurus perotorum |
|  |                            |

|  | Pachyrhinosaurus canadensis                                                              |
|  |                                                                                          |
|  | \| \| Pachyrhinosaurus lakustai \| \| \| \| \| \| Pachyrhinosaurus perotorum \| \| \| \| |
|  |                                                                                          |
|  | Pachyrhinosaurus lakustai                                                                |
|  |                                                                                          |
|  | Pachyrhinosaurus perotorum                                                               |
|  |                                                                                          |

|  | Pachyrhinosaurus lakustai  |
|  |                            |
|  | Pachyrhinosaurus perotorum |
|  |                            |

|  | Pachyrhinosaurus canadensis                                                              |
|  |                                                                                          |
|  | \| \| Pachyrhinosaurus lakustai \| \| \| \| \| \| Pachyrhinosaurus perotorum \| \| \| \| |
|  |                                                                                          |
|  | Pachyrhinosaurus lakustai                                                                |
|  |                                                                                          |
|  | Pachyrhinosaurus perotorum                                                               |
|  |                                                                                          |

|  | Pachyrhinosaurus lakustai  |
|  |                            |
|  | Pachyrhinosaurus perotorum |
|  |                            |

|  | Rubeosaurus ovatus        |
|  |                           |
|  | Styracosaurus albertensis |
|  |                           |

|  | Coronosaurus brinkmani                                                         |
|  |                                                                                |
|  | \| \| Centrosaurus apertus \| \| \| \| \| \| Spinops sternbergorum \| \| \| \| |
|  |                                                                                |
|  | Centrosaurus apertus                                                           |
|  |                                                                                |
|  | Spinops sternbergorum                                                          |
|  |                                                                                |

|  | Centrosaurus apertus  |
|  |                       |
|  | Spinops sternbergorum |
|  |                       |

|  | Rubeosaurus ovatus        |
|  |                           |
|  | Styracosaurus albertensis |
|  |                           |

|  | Coronosaurus brinkmani                                                         |
|  |                                                                                |
|  | \| \| Centrosaurus apertus \| \| \| \| \| \| Spinops sternbergorum \| \| \| \| |
|  |                                                                                |
|  | Centrosaurus apertus                                                           |
|  |                                                                                |
|  | Spinops sternbergorum                                                          |
|  |                                                                                |

|  | Centrosaurus apertus  |
|  |                       |
|  | Spinops sternbergorum |
|  |                       |

|  | Pachyrhinosaurus canadensis                                                              |
|  |                                                                                          |
|  | \| \| Pachyrhinosaurus lakustai \| \| \| \| \| \| Pachyrhinosaurus perotorum \| \| \| \| |
|  |                                                                                          |
|  | Pachyrhinosaurus lakustai                                                                |
|  |                                                                                          |
|  | Pachyrhinosaurus perotorum                                                               |
|  |                                                                                          |

|  | Pachyrhinosaurus lakustai  |
|  |                            |
|  | Pachyrhinosaurus perotorum |
|  |                            |

|  | Pachyrhinosaurus canadensis                                                              |
|  |                                                                                          |
|  | \| \| Pachyrhinosaurus lakustai \| \| \| \| \| \| Pachyrhinosaurus perotorum \| \| \| \| |
|  |                                                                                          |
|  | Pachyrhinosaurus lakustai                                                                |
|  |                                                                                          |
|  | Pachyrhinosaurus perotorum                                                               |
|  |                                                                                          |

|  | Pachyrhinosaurus lakustai  |
|  |                            |
|  | Pachyrhinosaurus perotorum |
|  |                            |

|  | Pachyrhinosaurus canadensis                                                              |
|  |                                                                                          |
|  | \| \| Pachyrhinosaurus lakustai \| \| \| \| \| \| Pachyrhinosaurus perotorum \| \| \| \| |
|  |                                                                                          |
|  | Pachyrhinosaurus lakustai                                                                |
|  |                                                                                          |
|  | Pachyrhinosaurus perotorum                                                               |
|  |                                                                                          |

|  | Pachyrhinosaurus lakustai  |
|  |                            |
|  | Pachyrhinosaurus perotorum |
|  |                            |

|  | Pachyrhinosaurus canadensis                                                              |
|  |                                                                                          |
|  | \| \| Pachyrhinosaurus lakustai \| \| \| \| \| \| Pachyrhinosaurus perotorum \| \| \| \| |
|  |                                                                                          |
|  | Pachyrhinosaurus lakustai                                                                |
|  |                                                                                          |
|  | Pachyrhinosaurus perotorum                                                               |
|  |                                                                                          |

|  | Pachyrhinosaurus lakustai  |
|  |                            |
|  | Pachyrhinosaurus perotorum |
|  |                            |

|  | Diabloceratops eatoni    |
|  |                          |
|  | Machairoceratops cronusi |
|  |                          |

|  | Avaceratops lammersi (ANSP 15800) |
|  |                                   |
|  | MOR 692                           |
|  |                                   |
|  | CMN 8804                          |
|  |                                   |
|  | Nasutoceratops titusi             |
|  |                                   |
|  | Taxón nuevo de Malta              |
|  |                                   |

|  | Sinoceratops zhuchengensis |
|  |                            |
|  | Wendiceratops pinhornensis |
|  |                            |

|  | Rubeosaurus ovatus        |
|  |                           |
|  | Styracosaurus albertensis |
|  |                           |

|  | Coronosaurus brinkmani                                                         |
|  |                                                                                |
|  | \| \| Centrosaurus apertus \| \| \| \| \| \| Spinops sternbergorum \| \| \| \| |
|  |                                                                                |
|  | Centrosaurus apertus                                                           |
|  |                                                                                |
|  | Spinops sternbergorum                                                          |
|  |                                                                                |

|  | Centrosaurus apertus  |
|  |                       |
|  | Spinops sternbergorum |
|  |                       |

|  | Rubeosaurus ovatus        |
|  |                           |
|  | Styracosaurus albertensis |
|  |                           |

|  | Coronosaurus brinkmani                                                         |
|  |                                                                                |
|  | \| \| Centrosaurus apertus \| \| \| \| \| \| Spinops sternbergorum \| \| \| \| |
|  |                                                                                |
|  | Centrosaurus apertus                                                           |
|  |                                                                                |
|  | Spinops sternbergorum                                                          |
|  |                                                                                |

|  | Centrosaurus apertus  |
|  |                       |
|  | Spinops sternbergorum |
|  |                       |

|  | Pachyrhinosaurus canadensis                                                              |
|  |                                                                                          |
|  | \| \| Pachyrhinosaurus lakustai \| \| \| \| \| \| Pachyrhinosaurus perotorum \| \| \| \| |
|  |                                                                                          |
|  | Pachyrhinosaurus lakustai                                                                |
|  |                                                                                          |
|  | Pachyrhinosaurus perotorum                                                               |
|  |                                                                                          |

|  | Pachyrhinosaurus lakustai  |
|  |                            |
|  | Pachyrhinosaurus perotorum |
|  |                            |

|  | Pachyrhinosaurus canadensis                                                              |
|  |                                                                                          |
|  | \| \| Pachyrhinosaurus lakustai \| \| \| \| \| \| Pachyrhinosaurus perotorum \| \| \| \| |
|  |                                                                                          |
|  | Pachyrhinosaurus lakustai                                                                |
|  |                                                                                          |
|  | Pachyrhinosaurus perotorum                                                               |
|  |                                                                                          |

|  | Pachyrhinosaurus lakustai  |
|  |                            |
|  | Pachyrhinosaurus perotorum |
|  |                            |

|  | Pachyrhinosaurus canadensis                                                              |
|  |                                                                                          |
|  | \| \| Pachyrhinosaurus lakustai \| \| \| \| \| \| Pachyrhinosaurus perotorum \| \| \| \| |
|  |                                                                                          |
|  | Pachyrhinosaurus lakustai                                                                |
|  |                                                                                          |
|  | Pachyrhinosaurus perotorum                                                               |
|  |                                                                                          |

|  | Pachyrhinosaurus lakustai  |
|  |                            |
|  | Pachyrhinosaurus perotorum |
|  |                            |

|  | Pachyrhinosaurus canadensis                                                              |
|  |                                                                                          |
|  | \| \| Pachyrhinosaurus lakustai \| \| \| \| \| \| Pachyrhinosaurus perotorum \| \| \| \| |
|  |                                                                                          |
|  | Pachyrhinosaurus lakustai                                                                |
|  |                                                                                          |
|  | Pachyrhinosaurus perotorum                                                               |
|  |                                                                                          |

|  | Pachyrhinosaurus lakustai  |
|  |                            |
|  | Pachyrhinosaurus perotorum |
|  |                            |

|  | Rubeosaurus ovatus        |
|  |                           |
|  | Styracosaurus albertensis |
|  |                           |

|  | Coronosaurus brinkmani                                                         |
|  |                                                                                |
|  | \| \| Centrosaurus apertus \| \| \| \| \| \| Spinops sternbergorum \| \| \| \| |
|  |                                                                                |
|  | Centrosaurus apertus                                                           |
|  |                                                                                |
|  | Spinops sternbergorum                                                          |
|  |                                                                                |

|  | Centrosaurus apertus  |
|  |                       |
|  | Spinops sternbergorum |
|  |                       |

|  | Rubeosaurus ovatus        |
|  |                           |
|  | Styracosaurus albertensis |
|  |                           |

|  | Coronosaurus brinkmani                                                         |
|  |                                                                                |
|  | \| \| Centrosaurus apertus \| \| \| \| \| \| Spinops sternbergorum \| \| \| \| |
|  |                                                                                |
|  | Centrosaurus apertus                                                           |
|  |                                                                                |
|  | Spinops sternbergorum                                                          |
|  |                                                                                |

|  | Centrosaurus apertus  |
|  |                       |
|  | Spinops sternbergorum |
|  |                       |

|  | Pachyrhinosaurus canadensis                                                              |
|  |                                                                                          |
|  | \| \| Pachyrhinosaurus lakustai \| \| \| \| \| \| Pachyrhinosaurus perotorum \| \| \| \| |
|  |                                                                                          |
|  | Pachyrhinosaurus lakustai                                                                |
|  |                                                                                          |
|  | Pachyrhinosaurus perotorum                                                               |
|  |                                                                                          |

|  | Pachyrhinosaurus lakustai  |
|  |                            |
|  | Pachyrhinosaurus perotorum |
|  |                            |

|  | Pachyrhinosaurus canadensis                                                              |
|  |                                                                                          |
|  | \| \| Pachyrhinosaurus lakustai \| \| \| \| \| \| Pachyrhinosaurus perotorum \| \| \| \| |
|  |                                                                                          |
|  | Pachyrhinosaurus lakustai                                                                |
|  |                                                                                          |
|  | Pachyrhinosaurus perotorum                                                               |
|  |                                                                                          |

|  | Pachyrhinosaurus lakustai  |
|  |                            |
|  | Pachyrhinosaurus perotorum |
|  |                            |

|  | Pachyrhinosaurus canadensis                                                              |
|  |                                                                                          |
|  | \| \| Pachyrhinosaurus lakustai \| \| \| \| \| \| Pachyrhinosaurus perotorum \| \| \| \| |
|  |                                                                                          |
|  | Pachyrhinosaurus lakustai                                                                |
|  |                                                                                          |
|  | Pachyrhinosaurus perotorum                                                               |
|  |                                                                                          |

|  | Pachyrhinosaurus lakustai  |
|  |                            |
|  | Pachyrhinosaurus perotorum |
|  |                            |

|  | Pachyrhinosaurus canadensis                                                              |
|  |                                                                                          |
|  | \| \| Pachyrhinosaurus lakustai \| \| \| \| \| \| Pachyrhinosaurus perotorum \| \| \| \| |
|  |                                                                                          |
|  | Pachyrhinosaurus lakustai                                                                |
|  |                                                                                          |
|  | Pachyrhinosaurus perotorum                                                               |
|  |                                                                                          |

|  | Pachyrhinosaurus lakustai  |
|  |                            |
|  | Pachyrhinosaurus perotorum |
|  |                            |

|  | Sinoceratops zhuchengensis |
|  |                            |
|  | Wendiceratops pinhornensis |
|  |                            |

|  | Rubeosaurus ovatus        |
|  |                           |
|  | Styracosaurus albertensis |
|  |                           |

|  | Coronosaurus brinkmani                                                         |
|  |                                                                                |
|  | \| \| Centrosaurus apertus \| \| \| \| \| \| Spinops sternbergorum \| \| \| \| |
|  |                                                                                |
|  | Centrosaurus apertus                                                           |
|  |                                                                                |
|  | Spinops sternbergorum                                                          |
|  |                                                                                |

|  | Centrosaurus apertus  |
|  |                       |
|  | Spinops sternbergorum |
|  |                       |

|  | Rubeosaurus ovatus        |
|  |                           |
|  | Styracosaurus albertensis |
|  |                           |

|  | Coronosaurus brinkmani                                                         |
|  |                                                                                |
|  | \| \| Centrosaurus apertus \| \| \| \| \| \| Spinops sternbergorum \| \| \| \| |
|  |                                                                                |
|  | Centrosaurus apertus                                                           |
|  |                                                                                |
|  | Spinops sternbergorum                                                          |
|  |                                                                                |

|  | Centrosaurus apertus  |
|  |                       |
|  | Spinops sternbergorum |
|  |                       |

|  | Pachyrhinosaurus canadensis                                                              |
|  |                                                                                          |
|  | \| \| Pachyrhinosaurus lakustai \| \| \| \| \| \| Pachyrhinosaurus perotorum \| \| \| \| |
|  |                                                                                          |
|  | Pachyrhinosaurus lakustai                                                                |
|  |                                                                                          |
|  | Pachyrhinosaurus perotorum                                                               |
|  |                                                                                          |

|  | Pachyrhinosaurus lakustai  |
|  |                            |
|  | Pachyrhinosaurus perotorum |
|  |                            |

|  | Pachyrhinosaurus canadensis                                                              |
|  |                                                                                          |
|  | \| \| Pachyrhinosaurus lakustai \| \| \| \| \| \| Pachyrhinosaurus perotorum \| \| \| \| |
|  |                                                                                          |
|  | Pachyrhinosaurus lakustai                                                                |
|  |                                                                                          |
|  | Pachyrhinosaurus perotorum                                                               |
|  |                                                                                          |

|  | Pachyrhinosaurus lakustai  |
|  |                            |
|  | Pachyrhinosaurus perotorum |
|  |                            |

|  | Pachyrhinosaurus canadensis                                                              |
|  |                                                                                          |
|  | \| \| Pachyrhinosaurus lakustai \| \| \| \| \| \| Pachyrhinosaurus perotorum \| \| \| \| |
|  |                                                                                          |
|  | Pachyrhinosaurus lakustai                                                                |
|  |                                                                                          |
|  | Pachyrhinosaurus perotorum                                                               |
|  |                                                                                          |

|  | Pachyrhinosaurus lakustai  |
|  |                            |
|  | Pachyrhinosaurus perotorum |
|  |                            |

|  | Pachyrhinosaurus canadensis                                                              |
|  |                                                                                          |
|  | \| \| Pachyrhinosaurus lakustai \| \| \| \| \| \| Pachyrhinosaurus perotorum \| \| \| \| |
|  |                                                                                          |
|  | Pachyrhinosaurus lakustai                                                                |
|  |                                                                                          |
|  | Pachyrhinosaurus perotorum                                                               |
|  |                                                                                          |

|  | Pachyrhinosaurus lakustai  |
|  |                            |
|  | Pachyrhinosaurus perotorum |
|  |                            |

|  | Rubeosaurus ovatus        |
|  |                           |
|  | Styracosaurus albertensis |
|  |                           |

|  | Coronosaurus brinkmani                                                         |
|  |                                                                                |
|  | \| \| Centrosaurus apertus \| \| \| \| \| \| Spinops sternbergorum \| \| \| \| |
|  |                                                                                |
|  | Centrosaurus apertus                                                           |
|  |                                                                                |
|  | Spinops sternbergorum                                                          |
|  |                                                                                |

|  | Centrosaurus apertus  |
|  |                       |
|  | Spinops sternbergorum |
|  |                       |

|  | Rubeosaurus ovatus        |
|  |                           |
|  | Styracosaurus albertensis |
|  |                           |

|  | Coronosaurus brinkmani                                                         |
|  |                                                                                |
|  | \| \| Centrosaurus apertus \| \| \| \| \| \| Spinops sternbergorum \| \| \| \| |
|  |                                                                                |
|  | Centrosaurus apertus                                                           |
|  |                                                                                |
|  | Spinops sternbergorum                                                          |
|  |                                                                                |

|  | Centrosaurus apertus  |
|  |                       |
|  | Spinops sternbergorum |
|  |                       |

|  | Pachyrhinosaurus canadensis                                                              |
|  |                                                                                          |
|  | \| \| Pachyrhinosaurus lakustai \| \| \| \| \| \| Pachyrhinosaurus perotorum \| \| \| \| |
|  |                                                                                          |
|  | Pachyrhinosaurus lakustai                                                                |
|  |                                                                                          |
|  | Pachyrhinosaurus perotorum                                                               |
|  |                                                                                          |

|  | Pachyrhinosaurus lakustai  |
|  |                            |
|  | Pachyrhinosaurus perotorum |
|  |                            |

|  | Pachyrhinosaurus canadensis                                                              |
|  |                                                                                          |
|  | \| \| Pachyrhinosaurus lakustai \| \| \| \| \| \| Pachyrhinosaurus perotorum \| \| \| \| |
|  |                                                                                          |
|  | Pachyrhinosaurus lakustai                                                                |
|  |                                                                                          |
|  | Pachyrhinosaurus perotorum                                                               |
|  |                                                                                          |

|  | Pachyrhinosaurus lakustai  |
|  |                            |
|  | Pachyrhinosaurus perotorum |
|  |                            |

|  | Pachyrhinosaurus canadensis                                                              |
|  |                                                                                          |
|  | \| \| Pachyrhinosaurus lakustai \| \| \| \| \| \| Pachyrhinosaurus perotorum \| \| \| \| |
|  |                                                                                          |
|  | Pachyrhinosaurus lakustai                                                                |
|  |                                                                                          |
|  | Pachyrhinosaurus perotorum                                                               |
|  |                                                                                          |

|  | Pachyrhinosaurus lakustai  |
|  |                            |
|  | Pachyrhinosaurus perotorum |
|  |                            |

|  | Pachyrhinosaurus canadensis                                                              |
|  |                                                                                          |
|  | \| \| Pachyrhinosaurus lakustai \| \| \| \| \| \| Pachyrhinosaurus perotorum \| \| \| \| |
|  |                                                                                          |
|  | Pachyrhinosaurus lakustai                                                                |
|  |                                                                                          |
|  | Pachyrhinosaurus perotorum                                                               |
|  |                                                                                          |

|  | Pachyrhinosaurus lakustai  |
|  |                            |
|  | Pachyrhinosaurus perotorum |
|  |                            |

|  | Sinoceratops zhuchengensis |
|  |                            |
|  | Wendiceratops pinhornensis |
|  |                            |

|  | Rubeosaurus ovatus        |
|  |                           |
|  | Styracosaurus albertensis |
|  |                           |

|  | Coronosaurus brinkmani                                                         |
|  |                                                                                |
|  | \| \| Centrosaurus apertus \| \| \| \| \| \| Spinops sternbergorum \| \| \| \| |
|  |                                                                                |
|  | Centrosaurus apertus                                                           |
|  |                                                                                |
|  | Spinops sternbergorum                                                          |
|  |                                                                                |

|  | Centrosaurus apertus  |
|  |                       |
|  | Spinops sternbergorum |
|  |                       |

|  | Rubeosaurus ovatus        |
|  |                           |
|  | Styracosaurus albertensis |
|  |                           |

|  | Coronosaurus brinkmani                                                         |
|  |                                                                                |
|  | \| \| Centrosaurus apertus \| \| \| \| \| \| Spinops sternbergorum \| \| \| \| |
|  |                                                                                |
|  | Centrosaurus apertus                                                           |
|  |                                                                                |
|  | Spinops sternbergorum                                                          |
|  |                                                                                |

|  | Centrosaurus apertus  |
|  |                       |
|  | Spinops sternbergorum |
|  |                       |

|  | Pachyrhinosaurus canadensis                                                              |
|  |                                                                                          |
|  | \| \| Pachyrhinosaurus lakustai \| \| \| \| \| \| Pachyrhinosaurus perotorum \| \| \| \| |
|  |                                                                                          |
|  | Pachyrhinosaurus lakustai                                                                |
|  |                                                                                          |
|  | Pachyrhinosaurus perotorum                                                               |
|  |                                                                                          |

|  | Pachyrhinosaurus lakustai  |
|  |                            |
|  | Pachyrhinosaurus perotorum |
|  |                            |

|  | Pachyrhinosaurus canadensis                                                              |
|  |                                                                                          |
|  | \| \| Pachyrhinosaurus lakustai \| \| \| \| \| \| Pachyrhinosaurus perotorum \| \| \| \| |
|  |                                                                                          |
|  | Pachyrhinosaurus lakustai                                                                |
|  |                                                                                          |
|  | Pachyrhinosaurus perotorum                                                               |
|  |                                                                                          |

|  | Pachyrhinosaurus lakustai  |
|  |                            |
|  | Pachyrhinosaurus perotorum |
|  |                            |

|  | Pachyrhinosaurus canadensis                                                              |
|  |                                                                                          |
|  | \| \| Pachyrhinosaurus lakustai \| \| \| \| \| \| Pachyrhinosaurus perotorum \| \| \| \| |
|  |                                                                                          |
|  | Pachyrhinosaurus lakustai                                                                |
|  |                                                                                          |
|  | Pachyrhinosaurus perotorum                                                               |
|  |                                                                                          |

|  | Pachyrhinosaurus lakustai  |
|  |                            |
|  | Pachyrhinosaurus perotorum |
|  |                            |

|  | Pachyrhinosaurus canadensis                                                              |
|  |                                                                                          |
|  | \| \| Pachyrhinosaurus lakustai \| \| \| \| \| \| Pachyrhinosaurus perotorum \| \| \| \| |
|  |                                                                                          |
|  | Pachyrhinosaurus lakustai                                                                |
|  |                                                                                          |
|  | Pachyrhinosaurus perotorum                                                               |
|  |                                                                                          |

|  | Pachyrhinosaurus lakustai  |
|  |                            |
|  | Pachyrhinosaurus perotorum |
|  |                            |

|  | Rubeosaurus ovatus        |
|  |                           |
|  | Styracosaurus albertensis |
|  |                           |

|  | Coronosaurus brinkmani                                                         |
|  |                                                                                |
|  | \| \| Centrosaurus apertus \| \| \| \| \| \| Spinops sternbergorum \| \| \| \| |
|  |                                                                                |
|  | Centrosaurus apertus                                                           |
|  |                                                                                |
|  | Spinops sternbergorum                                                          |
|  |                                                                                |

|  | Centrosaurus apertus  |
|  |                       |
|  | Spinops sternbergorum |
|  |                       |

|  | Rubeosaurus ovatus        |
|  |                           |
|  | Styracosaurus albertensis |
|  |                           |

|  | Coronosaurus brinkmani                                                         |
|  |                                                                                |
|  | \| \| Centrosaurus apertus \| \| \| \| \| \| Spinops sternbergorum \| \| \| \| |
|  |                                                                                |
|  | Centrosaurus apertus                                                           |
|  |                                                                                |
|  | Spinops sternbergorum                                                          |
|  |                                                                                |

|  | Centrosaurus apertus  |
|  |                       |
|  | Spinops sternbergorum |
|  |                       |

|  | Pachyrhinosaurus canadensis                                                              |
|  |                                                                                          |
|  | \| \| Pachyrhinosaurus lakustai \| \| \| \| \| \| Pachyrhinosaurus perotorum \| \| \| \| |
|  |                                                                                          |
|  | Pachyrhinosaurus lakustai                                                                |
|  |                                                                                          |
|  | Pachyrhinosaurus perotorum                                                               |
|  |                                                                                          |

|  | Pachyrhinosaurus lakustai  |
|  |                            |
|  | Pachyrhinosaurus perotorum |
|  |                            |

|  | Pachyrhinosaurus canadensis                                                              |
|  |                                                                                          |
|  | \| \| Pachyrhinosaurus lakustai \| \| \| \| \| \| Pachyrhinosaurus perotorum \| \| \| \| |
|  |                                                                                          |
|  | Pachyrhinosaurus lakustai                                                                |
|  |                                                                                          |
|  | Pachyrhinosaurus perotorum                                                               |
|  |                                                                                          |

|  | Pachyrhinosaurus lakustai  |
|  |                            |
|  | Pachyrhinosaurus perotorum |
|  |                            |

|  | Pachyrhinosaurus canadensis                                                              |
|  |                                                                                          |
|  | \| \| Pachyrhinosaurus lakustai \| \| \| \| \| \| Pachyrhinosaurus perotorum \| \| \| \| |
|  |                                                                                          |
|  | Pachyrhinosaurus lakustai                                                                |
|  |                                                                                          |
|  | Pachyrhinosaurus perotorum                                                               |
|  |                                                                                          |

|  | Pachyrhinosaurus lakustai  |
|  |                            |
|  | Pachyrhinosaurus perotorum |
|  |                            |

|  | Pachyrhinosaurus canadensis                                                              |
|  |                                                                                          |
|  | \| \| Pachyrhinosaurus lakustai \| \| \| \| \| \| Pachyrhinosaurus perotorum \| \| \| \| |
|  |                                                                                          |
|  | Pachyrhinosaurus lakustai                                                                |
|  |                                                                                          |
|  | Pachyrhinosaurus perotorum                                                               |
|  |                                                                                          |

|  | Pachyrhinosaurus lakustai  |
|  |                            |
|  | Pachyrhinosaurus perotorum |
|  |                            |

|  | Sinoceratops zhuchengensis |
|  |                            |
|  | Wendiceratops pinhornensis |
|  |                            |

|  | Rubeosaurus ovatus        |
|  |                           |
|  | Styracosaurus albertensis |
|  |                           |

|  | Coronosaurus brinkmani                                                         |
|  |                                                                                |
|  | \| \| Centrosaurus apertus \| \| \| \| \| \| Spinops sternbergorum \| \| \| \| |
|  |                                                                                |
|  | Centrosaurus apertus                                                           |
|  |                                                                                |
|  | Spinops sternbergorum                                                          |
|  |                                                                                |

|  | Centrosaurus apertus  |
|  |                       |
|  | Spinops sternbergorum |
|  |                       |

|  | Rubeosaurus ovatus        |
|  |                           |
|  | Styracosaurus albertensis |
|  |                           |

|  | Coronosaurus brinkmani                                                         |
|  |                                                                                |
|  | \| \| Centrosaurus apertus \| \| \| \| \| \| Spinops sternbergorum \| \| \| \| |
|  |                                                                                |
|  | Centrosaurus apertus                                                           |
|  |                                                                                |
|  | Spinops sternbergorum                                                          |
|  |                                                                                |

|  | Centrosaurus apertus  |
|  |                       |
|  | Spinops sternbergorum |
|  |                       |

|  | Pachyrhinosaurus canadensis                                                              |
|  |                                                                                          |
|  | \| \| Pachyrhinosaurus lakustai \| \| \| \| \| \| Pachyrhinosaurus perotorum \| \| \| \| |
|  |                                                                                          |
|  | Pachyrhinosaurus lakustai                                                                |
|  |                                                                                          |
|  | Pachyrhinosaurus perotorum                                                               |
|  |                                                                                          |

|  | Pachyrhinosaurus lakustai  |
|  |                            |
|  | Pachyrhinosaurus perotorum |
|  |                            |

|  | Pachyrhinosaurus canadensis                                                              |
|  |                                                                                          |
|  | \| \| Pachyrhinosaurus lakustai \| \| \| \| \| \| Pachyrhinosaurus perotorum \| \| \| \| |
|  |                                                                                          |
|  | Pachyrhinosaurus lakustai                                                                |
|  |                                                                                          |
|  | Pachyrhinosaurus perotorum                                                               |
|  |                                                                                          |

|  | Pachyrhinosaurus lakustai  |
|  |                            |
|  | Pachyrhinosaurus perotorum |
|  |                            |

|  | Pachyrhinosaurus canadensis                                                              |
|  |                                                                                          |
|  | \| \| Pachyrhinosaurus lakustai \| \| \| \| \| \| Pachyrhinosaurus perotorum \| \| \| \| |
|  |                                                                                          |
|  | Pachyrhinosaurus lakustai                                                                |
|  |                                                                                          |
|  | Pachyrhinosaurus perotorum                                                               |
|  |                                                                                          |

|  | Pachyrhinosaurus lakustai  |
|  |                            |
|  | Pachyrhinosaurus perotorum |
|  |                            |

|  | Pachyrhinosaurus canadensis                                                              |
|  |                                                                                          |
|  | \| \| Pachyrhinosaurus lakustai \| \| \| \| \| \| Pachyrhinosaurus perotorum \| \| \| \| |
|  |                                                                                          |
|  | Pachyrhinosaurus lakustai                                                                |
|  |                                                                                          |
|  | Pachyrhinosaurus perotorum                                                               |
|  |                                                                                          |

|  | Pachyrhinosaurus lakustai  |
|  |                            |
|  | Pachyrhinosaurus perotorum |
|  |                            |

|  | Rubeosaurus ovatus        |
|  |                           |
|  | Styracosaurus albertensis |
|  |                           |

|  | Coronosaurus brinkmani                                                         |
|  |                                                                                |
|  | \| \| Centrosaurus apertus \| \| \| \| \| \| Spinops sternbergorum \| \| \| \| |
|  |                                                                                |
|  | Centrosaurus apertus                                                           |
|  |                                                                                |
|  | Spinops sternbergorum                                                          |
|  |                                                                                |

|  | Centrosaurus apertus  |
|  |                       |
|  | Spinops sternbergorum |
|  |                       |

|  | Rubeosaurus ovatus        |
|  |                           |
|  | Styracosaurus albertensis |
|  |                           |

|  | Coronosaurus brinkmani                                                         |
|  |                                                                                |
|  | \| \| Centrosaurus apertus \| \| \| \| \| \| Spinops sternbergorum \| \| \| \| |
|  |                                                                                |
|  | Centrosaurus apertus                                                           |
|  |                                                                                |
|  | Spinops sternbergorum                                                          |
|  |                                                                                |

|  | Centrosaurus apertus  |
|  |                       |
|  | Spinops sternbergorum |
|  |                       |

|  | Pachyrhinosaurus canadensis                                                              |
|  |                                                                                          |
|  | \| \| Pachyrhinosaurus lakustai \| \| \| \| \| \| Pachyrhinosaurus perotorum \| \| \| \| |
|  |                                                                                          |
|  | Pachyrhinosaurus lakustai                                                                |
|  |                                                                                          |
|  | Pachyrhinosaurus perotorum                                                               |
|  |                                                                                          |

|  | Pachyrhinosaurus lakustai  |
|  |                            |
|  | Pachyrhinosaurus perotorum |
|  |                            |

|  | Pachyrhinosaurus canadensis                                                              |
|  |                                                                                          |
|  | \| \| Pachyrhinosaurus lakustai \| \| \| \| \| \| Pachyrhinosaurus perotorum \| \| \| \| |
|  |                                                                                          |
|  | Pachyrhinosaurus lakustai                                                                |
|  |                                                                                          |
|  | Pachyrhinosaurus perotorum                                                               |
|  |                                                                                          |

|  | Pachyrhinosaurus lakustai  |
|  |                            |
|  | Pachyrhinosaurus perotorum |
|  |                            |

|  | Pachyrhinosaurus canadensis                                                              |
|  |                                                                                          |
|  | \| \| Pachyrhinosaurus lakustai \| \| \| \| \| \| Pachyrhinosaurus perotorum \| \| \| \| |
|  |                                                                                          |
|  | Pachyrhinosaurus lakustai                                                                |
|  |                                                                                          |
|  | Pachyrhinosaurus perotorum                                                               |
|  |                                                                                          |

|  | Pachyrhinosaurus lakustai  |
|  |                            |
|  | Pachyrhinosaurus perotorum |
|  |                            |

|  | Pachyrhinosaurus canadensis                                                              |
|  |                                                                                          |
|  | \| \| Pachyrhinosaurus lakustai \| \| \| \| \| \| Pachyrhinosaurus perotorum \| \| \| \| |
|  |                                                                                          |
|  | Pachyrhinosaurus lakustai                                                                |
|  |                                                                                          |
|  | Pachyrhinosaurus perotorum                                                               |
|  |                                                                                          |

|  | Pachyrhinosaurus lakustai  |
|  |                            |
|  | Pachyrhinosaurus perotorum |
|  |                            |

|  | Avaceratops lammersi (ANSP 15800) |
|  |                                   |
|  | MOR 692                           |
|  |                                   |
|  | CMN 8804                          |
|  |                                   |
|  | Nasutoceratops titusi             |
|  |                                   |
|  | Taxón nuevo de Malta              |
|  |                                   |

|  | Sinoceratops zhuchengensis |
|  |                            |
|  | Wendiceratops pinhornensis |
|  |                            |

|  | Rubeosaurus ovatus        |
|  |                           |
|  | Styracosaurus albertensis |
|  |                           |

|  | Coronosaurus brinkmani                                                         |
|  |                                                                                |
|  | \| \| Centrosaurus apertus \| \| \| \| \| \| Spinops sternbergorum \| \| \| \| |
|  |                                                                                |
|  | Centrosaurus apertus                                                           |
|  |                                                                                |
|  | Spinops sternbergorum                                                          |
|  |                                                                                |

|  | Centrosaurus apertus  |
|  |                       |
|  | Spinops sternbergorum |
|  |                       |

|  | Rubeosaurus ovatus        |
|  |                           |
|  | Styracosaurus albertensis |
|  |                           |

|  | Coronosaurus brinkmani                                                         |
|  |                                                                                |
|  | \| \| Centrosaurus apertus \| \| \| \| \| \| Spinops sternbergorum \| \| \| \| |
|  |                                                                                |
|  | Centrosaurus apertus                                                           |
|  |                                                                                |
|  | Spinops sternbergorum                                                          |
|  |                                                                                |

|  | Centrosaurus apertus  |
|  |                       |
|  | Spinops sternbergorum |
|  |                       |

|  | Pachyrhinosaurus canadensis                                                              |
|  |                                                                                          |
|  | \| \| Pachyrhinosaurus lakustai \| \| \| \| \| \| Pachyrhinosaurus perotorum \| \| \| \| |
|  |                                                                                          |
|  | Pachyrhinosaurus lakustai                                                                |
|  |                                                                                          |
|  | Pachyrhinosaurus perotorum                                                               |
|  |                                                                                          |

|  | Pachyrhinosaurus lakustai  |
|  |                            |
|  | Pachyrhinosaurus perotorum |
|  |                            |

|  | Pachyrhinosaurus canadensis                                                              |
|  |                                                                                          |
|  | \| \| Pachyrhinosaurus lakustai \| \| \| \| \| \| Pachyrhinosaurus perotorum \| \| \| \| |
|  |                                                                                          |
|  | Pachyrhinosaurus lakustai                                                                |
|  |                                                                                          |
|  | Pachyrhinosaurus perotorum                                                               |
|  |                                                                                          |

|  | Pachyrhinosaurus lakustai  |
|  |                            |
|  | Pachyrhinosaurus perotorum |
|  |                            |

|  | Pachyrhinosaurus canadensis                                                              |
|  |                                                                                          |
|  | \| \| Pachyrhinosaurus lakustai \| \| \| \| \| \| Pachyrhinosaurus perotorum \| \| \| \| |
|  |                                                                                          |
|  | Pachyrhinosaurus lakustai                                                                |
|  |                                                                                          |
|  | Pachyrhinosaurus perotorum                                                               |
|  |                                                                                          |

|  | Pachyrhinosaurus lakustai  |
|  |                            |
|  | Pachyrhinosaurus perotorum |
|  |                            |

|  | Pachyrhinosaurus canadensis                                                              |
|  |                                                                                          |
|  | \| \| Pachyrhinosaurus lakustai \| \| \| \| \| \| Pachyrhinosaurus perotorum \| \| \| \| |
|  |                                                                                          |
|  | Pachyrhinosaurus lakustai                                                                |
|  |                                                                                          |
|  | Pachyrhinosaurus perotorum                                                               |
|  |                                                                                          |

|  | Pachyrhinosaurus lakustai  |
|  |                            |
|  | Pachyrhinosaurus perotorum |
|  |                            |

|  | Rubeosaurus ovatus        |
|  |                           |
|  | Styracosaurus albertensis |
|  |                           |

|  | Coronosaurus brinkmani                                                         |
|  |                                                                                |
|  | \| \| Centrosaurus apertus \| \| \| \| \| \| Spinops sternbergorum \| \| \| \| |
|  |                                                                                |
|  | Centrosaurus apertus                                                           |
|  |                                                                                |
|  | Spinops sternbergorum                                                          |
|  |                                                                                |

|  | Centrosaurus apertus  |
|  |                       |
|  | Spinops sternbergorum |
|  |                       |

|  | Rubeosaurus ovatus        |
|  |                           |
|  | Styracosaurus albertensis |
|  |                           |

|  | Coronosaurus brinkmani                                                         |
|  |                                                                                |
|  | \| \| Centrosaurus apertus \| \| \| \| \| \| Spinops sternbergorum \| \| \| \| |
|  |                                                                                |
|  | Centrosaurus apertus                                                           |
|  |                                                                                |
|  | Spinops sternbergorum                                                          |
|  |                                                                                |

|  | Centrosaurus apertus  |
|  |                       |
|  | Spinops sternbergorum |
|  |                       |

|  | Pachyrhinosaurus canadensis                                                              |
|  |                                                                                          |
|  | \| \| Pachyrhinosaurus lakustai \| \| \| \| \| \| Pachyrhinosaurus perotorum \| \| \| \| |
|  |                                                                                          |
|  | Pachyrhinosaurus lakustai                                                                |
|  |                                                                                          |
|  | Pachyrhinosaurus perotorum                                                               |
|  |                                                                                          |

|  | Pachyrhinosaurus lakustai  |
|  |                            |
|  | Pachyrhinosaurus perotorum |
|  |                            |

|  | Pachyrhinosaurus canadensis                                                              |
|  |                                                                                          |
|  | \| \| Pachyrhinosaurus lakustai \| \| \| \| \| \| Pachyrhinosaurus perotorum \| \| \| \| |
|  |                                                                                          |
|  | Pachyrhinosaurus lakustai                                                                |
|  |                                                                                          |
|  | Pachyrhinosaurus perotorum                                                               |
|  |                                                                                          |

|  | Pachyrhinosaurus lakustai  |
|  |                            |
|  | Pachyrhinosaurus perotorum |
|  |                            |

|  | Pachyrhinosaurus canadensis                                                              |
|  |                                                                                          |
|  | \| \| Pachyrhinosaurus lakustai \| \| \| \| \| \| Pachyrhinosaurus perotorum \| \| \| \| |
|  |                                                                                          |
|  | Pachyrhinosaurus lakustai                                                                |
|  |                                                                                          |
|  | Pachyrhinosaurus perotorum                                                               |
|  |                                                                                          |

|  | Pachyrhinosaurus lakustai  |
|  |                            |
|  | Pachyrhinosaurus perotorum |
|  |                            |

|  | Pachyrhinosaurus canadensis                                                              |
|  |                                                                                          |
|  | \| \| Pachyrhinosaurus lakustai \| \| \| \| \| \| Pachyrhinosaurus perotorum \| \| \| \| |
|  |                                                                                          |
|  | Pachyrhinosaurus lakustai                                                                |
|  |                                                                                          |
|  | Pachyrhinosaurus perotorum                                                               |
|  |                                                                                          |

|  | Pachyrhinosaurus lakustai  |
|  |                            |
|  | Pachyrhinosaurus perotorum |
|  |                            |

|  | Sinoceratops zhuchengensis |
|  |                            |
|  | Wendiceratops pinhornensis |
|  |                            |

|  | Rubeosaurus ovatus        |
|  |                           |
|  | Styracosaurus albertensis |
|  |                           |

|  | Coronosaurus brinkmani                                                         |
|  |                                                                                |
|  | \| \| Centrosaurus apertus \| \| \| \| \| \| Spinops sternbergorum \| \| \| \| |
|  |                                                                                |
|  | Centrosaurus apertus                                                           |
|  |                                                                                |
|  | Spinops sternbergorum                                                          |
|  |                                                                                |

|  | Centrosaurus apertus  |
|  |                       |
|  | Spinops sternbergorum |
|  |                       |

|  | Rubeosaurus ovatus        |
|  |                           |
|  | Styracosaurus albertensis |
|  |                           |

|  | Coronosaurus brinkmani                                                         |
|  |                                                                                |
|  | \| \| Centrosaurus apertus \| \| \| \| \| \| Spinops sternbergorum \| \| \| \| |
|  |                                                                                |
|  | Centrosaurus apertus                                                           |
|  |                                                                                |
|  | Spinops sternbergorum                                                          |
|  |                                                                                |

|  | Centrosaurus apertus  |
|  |                       |
|  | Spinops sternbergorum |
|  |                       |

|  | Pachyrhinosaurus canadensis                                                              |
|  |                                                                                          |
|  | \| \| Pachyrhinosaurus lakustai \| \| \| \| \| \| Pachyrhinosaurus perotorum \| \| \| \| |
|  |                                                                                          |
|  | Pachyrhinosaurus lakustai                                                                |
|  |                                                                                          |
|  | Pachyrhinosaurus perotorum                                                               |
|  |                                                                                          |

|  | Pachyrhinosaurus lakustai  |
|  |                            |
|  | Pachyrhinosaurus perotorum |
|  |                            |

|  | Pachyrhinosaurus canadensis                                                              |
|  |                                                                                          |
|  | \| \| Pachyrhinosaurus lakustai \| \| \| \| \| \| Pachyrhinosaurus perotorum \| \| \| \| |
|  |                                                                                          |
|  | Pachyrhinosaurus lakustai                                                                |
|  |                                                                                          |
|  | Pachyrhinosaurus perotorum                                                               |
|  |                                                                                          |

|  | Pachyrhinosaurus lakustai  |
|  |                            |
|  | Pachyrhinosaurus perotorum |
|  |                            |

|  | Pachyrhinosaurus canadensis                                                              |
|  |                                                                                          |
|  | \| \| Pachyrhinosaurus lakustai \| \| \| \| \| \| Pachyrhinosaurus perotorum \| \| \| \| |
|  |                                                                                          |
|  | Pachyrhinosaurus lakustai                                                                |
|  |                                                                                          |
|  | Pachyrhinosaurus perotorum                                                               |
|  |                                                                                          |

|  | Pachyrhinosaurus lakustai  |
|  |                            |
|  | Pachyrhinosaurus perotorum |
|  |                            |

|  | Pachyrhinosaurus canadensis                                                              |
|  |                                                                                          |
|  | \| \| Pachyrhinosaurus lakustai \| \| \| \| \| \| Pachyrhinosaurus perotorum \| \| \| \| |
|  |                                                                                          |
|  | Pachyrhinosaurus lakustai                                                                |
|  |                                                                                          |
|  | Pachyrhinosaurus perotorum                                                               |
|  |                                                                                          |

|  | Pachyrhinosaurus lakustai  |
|  |                            |
|  | Pachyrhinosaurus perotorum |
|  |                            |

|  | Rubeosaurus ovatus        |
|  |                           |
|  | Styracosaurus albertensis |
|  |                           |

|  | Coronosaurus brinkmani                                                         |
|  |                                                                                |
|  | \| \| Centrosaurus apertus \| \| \| \| \| \| Spinops sternbergorum \| \| \| \| |
|  |                                                                                |
|  | Centrosaurus apertus                                                           |
|  |                                                                                |
|  | Spinops sternbergorum                                                          |
|  |                                                                                |

|  | Centrosaurus apertus  |
|  |                       |
|  | Spinops sternbergorum |
|  |                       |

|  | Rubeosaurus ovatus        |
|  |                           |
|  | Styracosaurus albertensis |
|  |                           |

|  | Coronosaurus brinkmani                                                         |
|  |                                                                                |
|  | \| \| Centrosaurus apertus \| \| \| \| \| \| Spinops sternbergorum \| \| \| \| |
|  |                                                                                |
|  | Centrosaurus apertus                                                           |
|  |                                                                                |
|  | Spinops sternbergorum                                                          |
|  |                                                                                |

|  | Centrosaurus apertus  |
|  |                       |
|  | Spinops sternbergorum |
|  |                       |

|  | Pachyrhinosaurus canadensis                                                              |
|  |                                                                                          |
|  | \| \| Pachyrhinosaurus lakustai \| \| \| \| \| \| Pachyrhinosaurus perotorum \| \| \| \| |
|  |                                                                                          |
|  | Pachyrhinosaurus lakustai                                                                |
|  |                                                                                          |
|  | Pachyrhinosaurus perotorum                                                               |
|  |                                                                                          |

|  | Pachyrhinosaurus lakustai  |
|  |                            |
|  | Pachyrhinosaurus perotorum |
|  |                            |

|  | Pachyrhinosaurus canadensis                                                              |
|  |                                                                                          |
|  | \| \| Pachyrhinosaurus lakustai \| \| \| \| \| \| Pachyrhinosaurus perotorum \| \| \| \| |
|  |                                                                                          |
|  | Pachyrhinosaurus lakustai                                                                |
|  |                                                                                          |
|  | Pachyrhinosaurus perotorum                                                               |
|  |                                                                                          |

|  | Pachyrhinosaurus lakustai  |
|  |                            |
|  | Pachyrhinosaurus perotorum |
|  |                            |

|  | Pachyrhinosaurus canadensis                                                              |
|  |                                                                                          |
|  | \| \| Pachyrhinosaurus lakustai \| \| \| \| \| \| Pachyrhinosaurus perotorum \| \| \| \| |
|  |                                                                                          |
|  | Pachyrhinosaurus lakustai                                                                |
|  |                                                                                          |
|  | Pachyrhinosaurus perotorum                                                               |
|  |                                                                                          |

|  | Pachyrhinosaurus lakustai  |
|  |                            |
|  | Pachyrhinosaurus perotorum |
|  |                            |

|  | Pachyrhinosaurus canadensis                                                              |
|  |                                                                                          |
|  | \| \| Pachyrhinosaurus lakustai \| \| \| \| \| \| Pachyrhinosaurus perotorum \| \| \| \| |
|  |                                                                                          |
|  | Pachyrhinosaurus lakustai                                                                |
|  |                                                                                          |
|  | Pachyrhinosaurus perotorum                                                               |
|  |                                                                                          |

|  | Pachyrhinosaurus lakustai  |
|  |                            |
|  | Pachyrhinosaurus perotorum |
|  |                            |

|  | Sinoceratops zhuchengensis |
|  |                            |
|  | Wendiceratops pinhornensis |
|  |                            |

|  | Rubeosaurus ovatus        |
|  |                           |
|  | Styracosaurus albertensis |
|  |                           |

|  | Coronosaurus brinkmani                                                         |
|  |                                                                                |
|  | \| \| Centrosaurus apertus \| \| \| \| \| \| Spinops sternbergorum \| \| \| \| |
|  |                                                                                |
|  | Centrosaurus apertus                                                           |
|  |                                                                                |
|  | Spinops sternbergorum                                                          |
|  |                                                                                |

|  | Centrosaurus apertus  |
|  |                       |
|  | Spinops sternbergorum |
|  |                       |

|  | Rubeosaurus ovatus        |
|  |                           |
|  | Styracosaurus albertensis |
|  |                           |

|  | Coronosaurus brinkmani                                                         |
|  |                                                                                |
|  | \| \| Centrosaurus apertus \| \| \| \| \| \| Spinops sternbergorum \| \| \| \| |
|  |                                                                                |
|  | Centrosaurus apertus                                                           |
|  |                                                                                |
|  | Spinops sternbergorum                                                          |
|  |                                                                                |

|  | Centrosaurus apertus  |
|  |                       |
|  | Spinops sternbergorum |
|  |                       |

|  | Pachyrhinosaurus canadensis                                                              |
|  |                                                                                          |
|  | \| \| Pachyrhinosaurus lakustai \| \| \| \| \| \| Pachyrhinosaurus perotorum \| \| \| \| |
|  |                                                                                          |
|  | Pachyrhinosaurus lakustai                                                                |
|  |                                                                                          |
|  | Pachyrhinosaurus perotorum                                                               |
|  |                                                                                          |

|  | Pachyrhinosaurus lakustai  |
|  |                            |
|  | Pachyrhinosaurus perotorum |
|  |                            |

|  | Pachyrhinosaurus canadensis                                                              |
|  |                                                                                          |
|  | \| \| Pachyrhinosaurus lakustai \| \| \| \| \| \| Pachyrhinosaurus perotorum \| \| \| \| |
|  |                                                                                          |
|  | Pachyrhinosaurus lakustai                                                                |
|  |                                                                                          |
|  | Pachyrhinosaurus perotorum                                                               |
|  |                                                                                          |

|  | Pachyrhinosaurus lakustai  |
|  |                            |
|  | Pachyrhinosaurus perotorum |
|  |                            |

|  | Pachyrhinosaurus canadensis                                                              |
|  |                                                                                          |
|  | \| \| Pachyrhinosaurus lakustai \| \| \| \| \| \| Pachyrhinosaurus perotorum \| \| \| \| |
|  |                                                                                          |
|  | Pachyrhinosaurus lakustai                                                                |
|  |                                                                                          |
|  | Pachyrhinosaurus perotorum                                                               |
|  |                                                                                          |

|  | Pachyrhinosaurus lakustai  |
|  |                            |
|  | Pachyrhinosaurus perotorum |
|  |                            |

|  | Pachyrhinosaurus canadensis                                                              |
|  |                                                                                          |
|  | \| \| Pachyrhinosaurus lakustai \| \| \| \| \| \| Pachyrhinosaurus perotorum \| \| \| \| |
|  |                                                                                          |
|  | Pachyrhinosaurus lakustai                                                                |
|  |                                                                                          |
|  | Pachyrhinosaurus perotorum                                                               |
|  |                                                                                          |

|  | Pachyrhinosaurus lakustai  |
|  |                            |
|  | Pachyrhinosaurus perotorum |
|  |                            |

|  | Rubeosaurus ovatus        |
|  |                           |
|  | Styracosaurus albertensis |
|  |                           |

|  | Coronosaurus brinkmani                                                         |
|  |                                                                                |
|  | \| \| Centrosaurus apertus \| \| \| \| \| \| Spinops sternbergorum \| \| \| \| |
|  |                                                                                |
|  | Centrosaurus apertus                                                           |
|  |                                                                                |
|  | Spinops sternbergorum                                                          |
|  |                                                                                |

|  | Centrosaurus apertus  |
|  |                       |
|  | Spinops sternbergorum |
|  |                       |

|  | Rubeosaurus ovatus        |
|  |                           |
|  | Styracosaurus albertensis |
|  |                           |

|  | Coronosaurus brinkmani                                                         |
|  |                                                                                |
|  | \| \| Centrosaurus apertus \| \| \| \| \| \| Spinops sternbergorum \| \| \| \| |
|  |                                                                                |
|  | Centrosaurus apertus                                                           |
|  |                                                                                |
|  | Spinops sternbergorum                                                          |
|  |                                                                                |

|  | Centrosaurus apertus  |
|  |                       |
|  | Spinops sternbergorum |
|  |                       |

|  | Pachyrhinosaurus canadensis                                                              |
|  |                                                                                          |
|  | \| \| Pachyrhinosaurus lakustai \| \| \| \| \| \| Pachyrhinosaurus perotorum \| \| \| \| |
|  |                                                                                          |
|  | Pachyrhinosaurus lakustai                                                                |
|  |                                                                                          |
|  | Pachyrhinosaurus perotorum                                                               |
|  |                                                                                          |

|  | Pachyrhinosaurus lakustai  |
|  |                            |
|  | Pachyrhinosaurus perotorum |
|  |                            |

|  | Pachyrhinosaurus canadensis                                                              |
|  |                                                                                          |
|  | \| \| Pachyrhinosaurus lakustai \| \| \| \| \| \| Pachyrhinosaurus perotorum \| \| \| \| |
|  |                                                                                          |
|  | Pachyrhinosaurus lakustai                                                                |
|  |                                                                                          |
|  | Pachyrhinosaurus perotorum                                                               |
|  |                                                                                          |

|  | Pachyrhinosaurus lakustai  |
|  |                            |
|  | Pachyrhinosaurus perotorum |
|  |                            |

|  | Pachyrhinosaurus canadensis                                                              |
|  |                                                                                          |
|  | \| \| Pachyrhinosaurus lakustai \| \| \| \| \| \| Pachyrhinosaurus perotorum \| \| \| \| |
|  |                                                                                          |
|  | Pachyrhinosaurus lakustai                                                                |
|  |                                                                                          |
|  | Pachyrhinosaurus perotorum                                                               |
|  |                                                                                          |

|  | Pachyrhinosaurus lakustai  |
|  |                            |
|  | Pachyrhinosaurus perotorum |
|  |                            |

|  | Pachyrhinosaurus canadensis                                                              |
|  |                                                                                          |
|  | \| \| Pachyrhinosaurus lakustai \| \| \| \| \| \| Pachyrhinosaurus perotorum \| \| \| \| |
|  |                                                                                          |
|  | Pachyrhinosaurus lakustai                                                                |
|  |                                                                                          |
|  | Pachyrhinosaurus perotorum                                                               |
|  |                                                                                          |

|  | Pachyrhinosaurus lakustai  |
|  |                            |
|  | Pachyrhinosaurus perotorum |
|  |                            |

|  | Sinoceratops zhuchengensis |
|  |                            |
|  | Wendiceratops pinhornensis |
|  |                            |

|  | Rubeosaurus ovatus        |
|  |                           |
|  | Styracosaurus albertensis |
|  |                           |

|  | Coronosaurus brinkmani                                                         |
|  |                                                                                |
|  | \| \| Centrosaurus apertus \| \| \| \| \| \| Spinops sternbergorum \| \| \| \| |
|  |                                                                                |
|  | Centrosaurus apertus                                                           |
|  |                                                                                |
|  | Spinops sternbergorum                                                          |
|  |                                                                                |

|  | Centrosaurus apertus  |
|  |                       |
|  | Spinops sternbergorum |
|  |                       |

|  | Rubeosaurus ovatus        |
|  |                           |
|  | Styracosaurus albertensis |
|  |                           |

|  | Coronosaurus brinkmani                                                         |
|  |                                                                                |
|  | \| \| Centrosaurus apertus \| \| \| \| \| \| Spinops sternbergorum \| \| \| \| |
|  |                                                                                |
|  | Centrosaurus apertus                                                           |
|  |                                                                                |
|  | Spinops sternbergorum                                                          |
|  |                                                                                |

|  | Centrosaurus apertus  |
|  |                       |
|  | Spinops sternbergorum |
|  |                       |

|  | Pachyrhinosaurus canadensis                                                              |
|  |                                                                                          |
|  | \| \| Pachyrhinosaurus lakustai \| \| \| \| \| \| Pachyrhinosaurus perotorum \| \| \| \| |
|  |                                                                                          |
|  | Pachyrhinosaurus lakustai                                                                |
|  |                                                                                          |
|  | Pachyrhinosaurus perotorum                                                               |
|  |                                                                                          |

|  | Pachyrhinosaurus lakustai  |
|  |                            |
|  | Pachyrhinosaurus perotorum |
|  |                            |

|  | Pachyrhinosaurus canadensis                                                              |
|  |                                                                                          |
|  | \| \| Pachyrhinosaurus lakustai \| \| \| \| \| \| Pachyrhinosaurus perotorum \| \| \| \| |
|  |                                                                                          |
|  | Pachyrhinosaurus lakustai                                                                |
|  |                                                                                          |
|  | Pachyrhinosaurus perotorum                                                               |
|  |                                                                                          |

|  | Pachyrhinosaurus lakustai  |
|  |                            |
|  | Pachyrhinosaurus perotorum |
|  |                            |

|  | Pachyrhinosaurus canadensis                                                              |
|  |                                                                                          |
|  | \| \| Pachyrhinosaurus lakustai \| \| \| \| \| \| Pachyrhinosaurus perotorum \| \| \| \| |
|  |                                                                                          |
|  | Pachyrhinosaurus lakustai                                                                |
|  |                                                                                          |
|  | Pachyrhinosaurus perotorum                                                               |
|  |                                                                                          |

|  | Pachyrhinosaurus lakustai  |
|  |                            |
|  | Pachyrhinosaurus perotorum |
|  |                            |

|  | Pachyrhinosaurus canadensis                                                              |
|  |                                                                                          |
|  | \| \| Pachyrhinosaurus lakustai \| \| \| \| \| \| Pachyrhinosaurus perotorum \| \| \| \| |
|  |                                                                                          |
|  | Pachyrhinosaurus lakustai                                                                |
|  |                                                                                          |
|  | Pachyrhinosaurus perotorum                                                               |
|  |                                                                                          |

|  | Pachyrhinosaurus lakustai  |
|  |                            |
|  | Pachyrhinosaurus perotorum |
|  |                            |

|  | Rubeosaurus ovatus        |
|  |                           |
|  | Styracosaurus albertensis |
|  |                           |

|  | Coronosaurus brinkmani                                                         |
|  |                                                                                |
|  | \| \| Centrosaurus apertus \| \| \| \| \| \| Spinops sternbergorum \| \| \| \| |
|  |                                                                                |
|  | Centrosaurus apertus                                                           |
|  |                                                                                |
|  | Spinops sternbergorum                                                          |
|  |                                                                                |

|  | Centrosaurus apertus  |
|  |                       |
|  | Spinops sternbergorum |
|  |                       |

|  | Rubeosaurus ovatus        |
|  |                           |
|  | Styracosaurus albertensis |
|  |                           |

|  | Coronosaurus brinkmani                                                         |
|  |                                                                                |
|  | \| \| Centrosaurus apertus \| \| \| \| \| \| Spinops sternbergorum \| \| \| \| |
|  |                                                                                |
|  | Centrosaurus apertus                                                           |
|  |                                                                                |
|  | Spinops sternbergorum                                                          |
|  |                                                                                |

|  | Centrosaurus apertus  |
|  |                       |
|  | Spinops sternbergorum |
|  |                       |

|  | Pachyrhinosaurus canadensis                                                              |
|  |                                                                                          |
|  | \| \| Pachyrhinosaurus lakustai \| \| \| \| \| \| Pachyrhinosaurus perotorum \| \| \| \| |
|  |                                                                                          |
|  | Pachyrhinosaurus lakustai                                                                |
|  |                                                                                          |
|  | Pachyrhinosaurus perotorum                                                               |
|  |                                                                                          |

|  | Pachyrhinosaurus lakustai  |
|  |                            |
|  | Pachyrhinosaurus perotorum |
|  |                            |

|  | Pachyrhinosaurus canadensis                                                              |
|  |                                                                                          |
|  | \| \| Pachyrhinosaurus lakustai \| \| \| \| \| \| Pachyrhinosaurus perotorum \| \| \| \| |
|  |                                                                                          |
|  | Pachyrhinosaurus lakustai                                                                |
|  |                                                                                          |
|  | Pachyrhinosaurus perotorum                                                               |
|  |                                                                                          |

|  | Pachyrhinosaurus lakustai  |
|  |                            |
|  | Pachyrhinosaurus perotorum |
|  |                            |

|  | Pachyrhinosaurus canadensis                                                              |
|  |                                                                                          |
|  | \| \| Pachyrhinosaurus lakustai \| \| \| \| \| \| Pachyrhinosaurus perotorum \| \| \| \| |
|  |                                                                                          |
|  | Pachyrhinosaurus lakustai                                                                |
|  |                                                                                          |
|  | Pachyrhinosaurus perotorum                                                               |
|  |                                                                                          |

|  | Pachyrhinosaurus lakustai  |
|  |                            |
|  | Pachyrhinosaurus perotorum |
|  |                            |

|  | Pachyrhinosaurus canadensis                                                              |
|  |                                                                                          |
|  | \| \| Pachyrhinosaurus lakustai \| \| \| \| \| \| Pachyrhinosaurus perotorum \| \| \| \| |
|  |                                                                                          |
|  | Pachyrhinosaurus lakustai                                                                |
|  |                                                                                          |
|  | Pachyrhinosaurus perotorum                                                               |
|  |                                                                                          |

|  | Pachyrhinosaurus lakustai  |
|  |                            |
|  | Pachyrhinosaurus perotorum |
|  |                            |

## Paleoecología

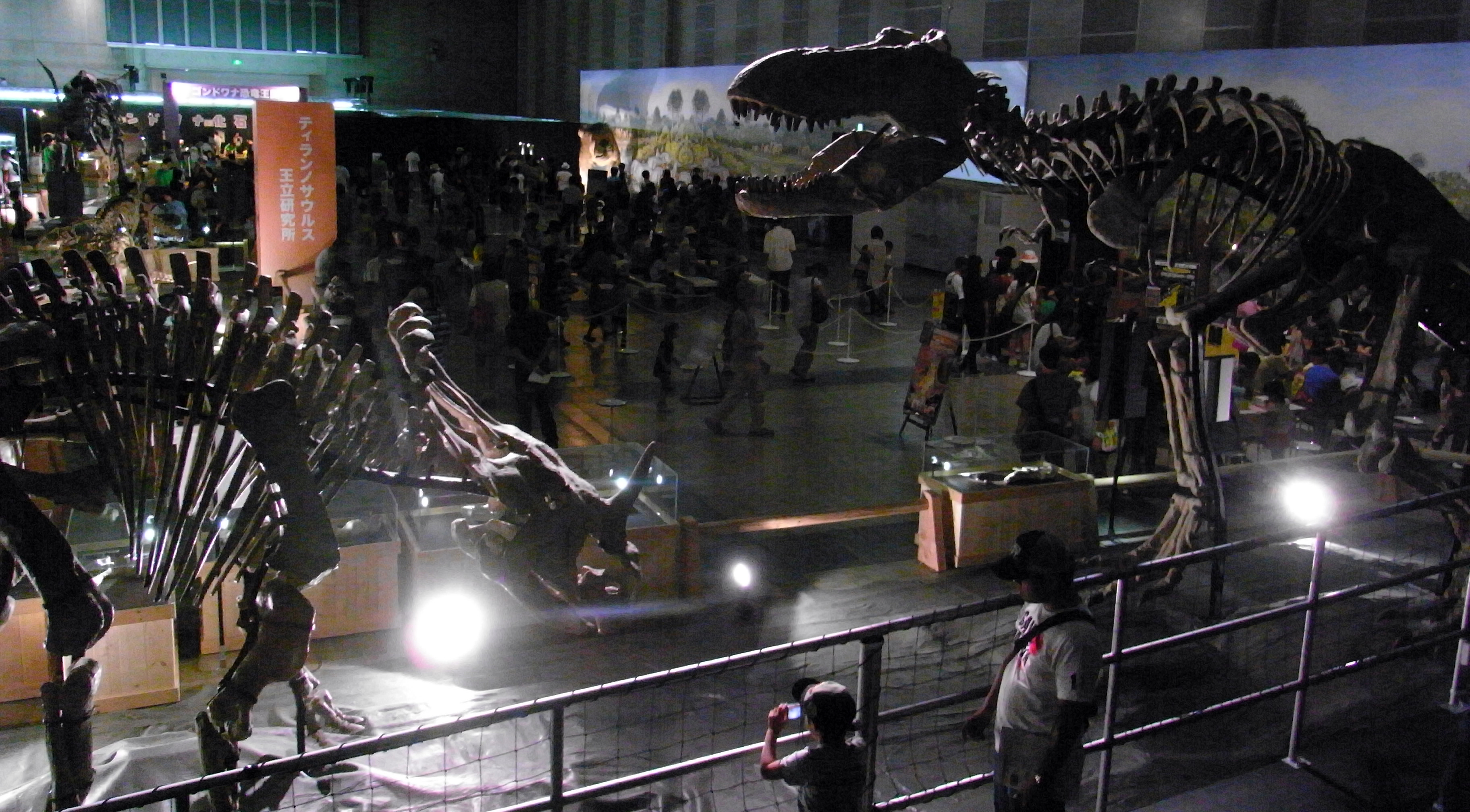
Esqueleto montado de Sinoceratops enfrentándose con un Zhuchengtyrannus

Sinoceratops fue descubierto en la formación Xingezhuang del sur de China. Se conoce por un cráneo parcial. Habitó con Shantungosaurus, un hadrosáurido muy común al que se le asignó la mayor parte del material, Zhuchengtyrannus, un tiranosáurido asiático relacionado con Tarbosaurus, Zhuchengceratops, un leptoceratópsido asiático, y Huaxiaosaurus, un posible individuo mayor de Shantungosaurus. Se han asignado otros posibles restos a Zhuchengosaurus, un posible sinónimo más moderno de Shantungosaurus, y material tentativamente asignado a Tyrannosaurus, T. zhuchengensis.